# Список императоров Китая
Император Китая (кит. 皇帝, пиньинь Huángdì, палл. Хуанди) — титул правителей государств, на протяжении тысячелетий располагавшихся на территории современного Китая.
Со времён династии Шан правители Китая обычно пользовались титулом Ван (кит. 王, пиньинь Wáng). Разделение Китая на множество враждующих государств привело к тому, что каждый из правителей стал именоваться Ваном, и титул потерял свою значимость.
Объединитель Китая, первый император династии Цинь Шихуанди создал новый титул для себя, чтобы обособить статус императора (кит. 皇帝, пиньинь Huángdì, палл. Хуанди). Данный титул, по-китайски хуан-ди, продолжал использоваться правителями Китая вплоть до падения династии Цин в 1912 году.
Каждый китайский монарх в нынешней китайской истории известен под несколькими именами, что вносит определённую путаницу в их идентификацию. Иногда один и тот же император известен под двумя или тремя именами, или одинаковые имена были использованы правителями различных династий.

## Три властителя и пять императоров
Следует иметь в виду, что приводимая ниже схема основана на китайской исторической традиции, в ряде случаев входящей в противоречие с другими историческими традициями и с объективными данными. В результате суверенные государства некоторых других народов — монголов, маньчжуров и др. (империи, названные по династиям Юань, Цин и др.) пристегиваются к хроникально-династийной истории Китая, а сами эти народы рассматриваются как «национальные меньшинства» Китая.
Таблицы, приведённые ниже, могут не включать всех имён императоров и не иметь некоторых данных.
Эпоха Трёх властителей и пяти императоров (三皇五帝) носит мифический характер.
| Храмовое имя   | Храмовое имя       | Личное имя         | Личное имя         | Годы правления                |
| -------------- | ------------------ | ------------------ | ------------------ | ----------------------------- |
| —              | —                  | Ю Чао              | 有巢 Yǒu Cháo      | — ок. 3200 до н. э.           |
| —              | —                  | Су Жэнь            | 燧人 Sù Rén        | — 3000 до н. э.               |
| Тай Хао        | 太昊 Tài Hào       | Фэн Фуси           | 伏羲 Fú Xī         | 2852 до н. э. — 2737 до н. э. |
| Янь Ди         | 炎帝 Yán Dì        | Цян Шэнь Нун       | 神農 Shén Nóng     | 2737 до н. э. — 2699 до н. э. |
| Хуан-ди        | 黃帝 Huáng Dì      | Гунсунь Сюань Юань | 軒轅 Xuān Yuán     | 2699 до н. э. — 2588 до н. э. |
| Цзи Шао Хао    | 姬少昊 Jī Shǎo Hào | Цзин Тянь          | 金天 Jīn Tiān      | 2587 до н. э. — 2491 до н. э. |
| Цзи Чжуань Сюй | 姬顓頊 Jī Zhuān Xù | Гао-ян             | 高陽 Gāo Yáng      | 2490 до н. э. — 2413 до н. э. |
| Ди Ку          | 帝嚳 Dì Kù         | Цзи Гао Синь       | 姬高辛 Jī Gāo Xīn  | 2412 до н. э. — 2343 до н. э. |
| Ди Чжи         | 帝摯 Dì Zhì        | Цзи Гао Синь       | 姬高辛 Jī Gāo Xīn  | —                             |
| Яо             | 姬唐堯 Jī Táng Yáo | И Фан Сюнь         | 伊放勳 Yī Fǎng Xūn | 2333 до н. э. — 2234 до н. э. |
| Шунь           | 虞舜 Yú Shùn       | Ю Юй               | 有虞 Yǒu Yú        | 2233 до н. э. — 2184 до н. э. |

## Династия Ся
Династия Ся (2070 — 1600 годы до н. э.)
Как и Эпоха пяти императоров, история династии Ся во многом носит мифологический характер. Китайские археологи нередко отождествляют с этой династией культуру Эрлитоу, хотя ввиду отсутствия письменных источников эта связь небесспорна.
| Личное имя²       | Личное имя²         | Годы правления            | Имя, под которым наиболее известен |
| ----------------- | ------------------- | ------------------------- | ---------------------------------- |
| Сы Юй Ди          | 姒禹 Sì Yǔ          | 2043 — 2034 годы до н. э. | Юй                                 |
| Сы Ци             | 姒啟 Sì Qǐ          | 2033 — 1995 годы до н. э. | Ци                                 |
| Сы Тай-кан        | 姒太康 Sì Tàikāng   | 1994 — 1982 годы до н. э. | Тай-кан                            |
| Сы Чжун-кан       | 姒仲康 Sì Zhòngkāng | 1981 — 1953 годы до н. э. | Чжун-кан                           |
| Сы Сян            | 姒相 Sì Xiāng       | 1952 — 1886 годы до н. э. | Сян                                |
| Сы Шао-кан        | 姒少康 Sì Shǎokāng  | 1885 — 1864 годы до н. э. | Шао-кан                            |
| Сы Чжу            | 姒杼 Sì Zhù         | 1863 — 1847 годы до н. э. | Чжу                                |
| Сы Хуай           | 姒槐 Sì Huái        | 1846 — 1821 годы до н. э. | Хуай                               |
| Сы Ман            | 姒芒 Sì Máng        | 1820 — 1803 годы до н. э. | Ман                                |
| Сы Се             | 姒泄 Sì Xiè         | 1802 — 1787 годы до н. э. | Се                                 |
| Сы Бу Цзян        | 姒不降 Sì Bù Jiàng  | 1786 — 1728 годы до н. э. | Бу Цзян                            |
| Сы Цзюн           | 姒扃 Sì Jiōng       | 1727 — 1707 годы до н. э. | Цзюн                               |
| Сы Цзинь          | 姒廑 Sì Qín         | 1706 — 1686 годы до н. э. | Цзинь                              |
| Сы Кун Цзя        | 姒孔甲 Sì Kǒng Jiǎ  | 1685 — 1655 годы до н. э. | Кун Цзя                            |
| Сы Гао            | 姒皋 Sì Gāo         | 1654 — 1644 годы до н. э. | Гао                                |
| Сы Фа             | 姒發 Sì Fā          | 1643 — 1625 годы до н. э. | Фа                                 |
| Сы Цзе или Ли Гуй | 姒桀 Sì Jié         | 1624 — 1572 годы до н. э. | Цзе                                |

## Династия Шан
Династия Шан (1600 до н. э. — 1046 до н. э.)
Династия Шан имеет паритетные названия Династия Инь или Династия Шан-Инь.
| Личное имя | Эра летоисчисления²           | Храмовое имя³          | Годы правления1               | Имя, под которым наиболее известен |
| --- | ----------------------------- | ---------------------- | ----------------------------- | ---------------------------------- |
| | Чэн Тан 成湯 Chéng Tāng       |                        | 1600 до н. э. — 1300 до н. э. | Тан                                |
| | Вай Бин 外丙 Wài Bǐng         |                        | 1600 до н. э. — 1300 до н. э. | Вай Бин                            |
| | Чжун Жэнь 仲壬 Zhòng Rén      |                        | 1600 до н. э. — 1300 до н. э. | Чжун Жэнь                          |
| | Тай Цзя 太甲 Tài Jiǎ          |                        | 1600 до н. э. — 1300 до н. э. | Тай Цзя                            |
| | Во Дин 沃丁 Wò Dīng           |                        | 1600 до н. э. — 1300 до н. э. | Во Дин                             |
| | Тай Гэн 太庚 Tài Gēng         |                        | 1600 до н. э. — 1300 до н. э. | Тай Гэн                            |
| | Сяо Цзя 小甲 Xiǎo Jiǎ         |                        | 1600 до н. э. — 1300 до н. э. | Сяо Цзя                            |
| | Юн Цзи 雍己 Yōng Jǐ           |                        | 1600 до н. э. — 1300 до н. э. | Юн Цзи                             |
| | Тай У 太戊 Tài Wù             |                        | 1600 до н. э. — 1300 до н. э. | Тай У                              |
| | Чжун Дин 仲丁 Zhòng Dīng      |                        | 1600 до н. э. — 1300 до н. э. | Чжун Дин                           |
| | Вай Жэнь 外壬 Wài Rén         |                        | 1600 до н. э. — 1300 до н. э. | Вай Жэнь                           |
| | Хэ Дань Цзя 河亶甲 Hé Dǎn Jiǎ |                        | 1600 до н. э. — 1300 до н. э. | Хэ Дань Цзя                        |
| | Цзу И 祖乙 Zǔ Yǐ              |                        | 1600 до н. э. — 1300 до н. э. | Цзу И                              |
| | Цзу Синь 祖辛 Zǔ Xīn          |                        | 1600 до н. э. — 1300 до н. э. | Цзу Синь                           |
| | Во Цзя 沃甲 Wò Jiǎ            |                        | 1600 до н. э. — 1300 до н. э. | Во Цзя                             |
| | Цзу Дин 祖丁 Zǔ Dīng          |                        | 1600 до н. э. — 1300 до н. э. | Цзу Дин                            |
| | Нань Гэн 南庚 Nán Gēng        |                        | 1600 до н. э. — 1300 до н. э. | Нань Гэн                           |
| | Ян Цзя 陽甲 Yáng Jiǎ          |                        | 1600 до н. э. — 1300 до н. э. | Ян Цзя                             |
| | Пань Гэн 盤庚 Pán Gēng        |                        | 1300 до н. э. — 1251 до н. э. | Пань Гэн4                          |
| | Сяо Синь 小辛 Xiǎo Xīn        |                        | 1300 до н. э. — 1251 до н. э. | Сяо Синь                           |
| | Сяо И 小乙 Xiǎo Yǐ            |                        | 1300 до н. э. — 1251 до н. э. | Сяо И                              |
| | У Дин 武丁 Wǔ Dīng            |                        | 1250 до н. э. — 1192 до н. э. | У Дин                              |
| | Цзу Гэн 祖庚 Zǔ Gēng          |                        | 1191 до н. э. — 1148 до н. э. | Цзу Гэн                            |
| | Цзу Цзя 祖甲 Zǔ Jiǎ           |                        | 1191 до н. э. — 1148 до н. э. | Цзу Цзя                            |
| | Линь Синь 廩辛 Lǐn Xīn        |                        | 1191 до н. э. — 1148 до н. э. | Линь Синь                          |
| | Гэн Дин 庚丁 Gēng Dīng        | Кан Дин 康丁 Kāng Dīng | 1191 до н. э. — 1148 до н. э. | Кан Дин                            |
| | У И 武乙 Wǔ Yǐ                |                        | 1147 до н. э. — 1113 до н. э. | У И                                |
| | Вэнь Дин5 文丁 Wén Dīng       |                        | 1112 до н. э. — 1102 до н. э. | Вэнь Дин                           |
| | Ди И 帝乙 Dì Yǐ               |                        | 1101 до н. э. — 1076 до н. э. | Ди И                               |
| Цзы Чжоу 子紂 Zǐ Zhòu | Ди Синь 帝辛 Dì Xīn           |                        | 1075 до н. э. — 1046 до н. э. | Ди Синь                            |
| 1 Первой общепризнанной датой в китайской истории считается 841 до н. э.. Все более ранние даты являются предметом дискуссии, иногда весьма оживлённой. Приведённые здесь даты предложены Хронологическим проектом Ся-Шан-Чжоу, составленным учёными по заказу правительства Китая и опубликованным в 2000 году. Они приводятся только в качестве ориентира. |                               |                        |                               |                                    |
| 2 Тронному имени часто предшествует наименование династии, Шан (商), например Шан Тан (商湯). |                               |                        |                               |                                    |
| 3 Имя, используемое в надписях на гадательных костях для жертвоприношения предкам. |                               |                        |                               |                                    |
| 4 Период династии Шан начиная с Пан Гэна часто именуется династией Инь (殷) из-за переноса столицы в Инь. |                               |                        |                               |                                    |
| 5 Также известен как Тай Дин (太丁 Tài Dīng). |                               |                        |                               |                                    |

## Династия Чжоу
Династия Чжоу, с середины XI века до н. э. по 256 год до н. э., традиционно разделяется на:
- Династия Западная (Си) Чжоу, 10461 — 771 годы до н. э.
- Династия Восточная (Дун) Чжоу, 770 — 256 годы до н. э., которая в свою очередь разделяется:
  - Эпоха Чуньцю или период Весны и Осени, (770 — 476 годы до н. э.)
  - Эпоха Чжаньго или Период сражающихся государств, (475 — 221 годы до н. э.)

| Личное имя | Посмертное имя                     | Годы правления1            | Имя, под которым наиболее известен |
| --- | ---------------------------------- | -------------------------- | ---------------------------------- |
| Западная Чжоу |                                    |                            |                                    |
| Цзи Фа 姬發 Jī Fā | У-ван 武王 Wǔwáng                  | 1046 — 1043 годы до н. э.1 | Чжоу У-ван                         |
| Цзи Сун 姬誦 Jī Sòng | Чэн-ван 成王 Chéngwáng             | 1042 — 1021 годы до н. э.1 | Чжоу Чэн-ван                       |
| Цзи Чжао 姬釗 Jī Zhāo | Кан-ван 康王 Kāngwáng              | 1020 — 996 годы до н. э.1  | Чжоу Кан-ван                       |
| Цзи Ся 姬瑕 Jī Xiá | Чжао-ван 昭王 Zhāowáng             | 995 — 977 годы до н. э.1   | Чжоу Чжао-ван                      |
| Цзи Мань 姬滿 Jī Mǎn | Му-ван 穆王 Mùwáng                 | 976 — 922 годы до н. э.1   | Чжоу Му-ван                        |
| Цзи Иху 姬繄扈 Jī Yīhù | Гун-ван 共王 Gòngwáng              | 922 — 900 годы до н. э.1   | Чжоу Гун-ван                       |
| Цзи Цзянь 姬囏 Jī Jiān | И-ван 懿王 Yìwáng                  | 899 — 892 годы до н. э.1   | Чжоу И-ван (Си)                    |
| Цзи Пифан 姬辟方 Jī Pìfāng | Сяо-ван 孝王 Xiàowáng              | 891 — 886 годы до н. э.1   | Чжоу Сяо-ван                       |
| Цзи Се 姬燮 Jī Xiè | И-ван 夷王 Yíwáng                  | 885 — 878 годы до н. э.1   | Чжоу И-ван (Се)                    |
| Цзи Ху 姬胡 Jī Hú | Ли-ван 厲王 Lìwáng                 | 877 — 841 годы до н. э.1   | Чжоу Ли-ван                        |
| | Гунхэ (регентство) 共和 Gònghé     | 841 — 828 годы до н. э.    | Гунхэ                              |
| Цзи Цзин 姬靜 Jī Jìng | Сюань-ван 宣王 Xuānwáng            | 827 — 782 годы до н. э.    | Чжоу Сюань-ван                     |
| Цзи Гуншэн 姬宮湦 Jī Gōngshēng | Ю-ван 幽王 Yōuwáng                 | 781 — 771 годы до н. э.    | Чжоу Ю-ван                         |
| Восточная Чжоу |                                    |                            |                                    |
| Цзи Ицзю 姬宜臼 Jī Yíjiù | Пин-ван 平王 Píngwáng              | 770 — 720 годы до н. э.    | Чжоу Пин-ван                       |
| Цзи Линь 姬林 Jī Lín | Хуань-ван 桓王 Huánwáng            | 719 — 697 годы до н. э.    | Чжоу Хуань-ван                     |
| Цзи То 姬佗 Jī Tuō | Чжуан-ван 莊王 Zhuāngwáng          | 696 — 682 годы до н. э.    | Чжоу Чжуан-ван                     |
| Цзи Хуци 姬胡齊 Jī Húqí | Си-ван 釐王 Xīwáng                 | 681 — 677 годы до н. э.    | Чжоу Си-ван                        |
| Цзи Лан 姬閬 Jī Lǎng | Хуэй-ван 惠王 Huìwáng              | 676 — 652 годы до н. э.    | Чжоу Хуэй-ван                      |
| Цзи Чжэн 姬鄭 Jī Zhèng | Сян-ван 襄王 Xiāngwáng             | 651 — 619 годы до н. э.    | Чжоу Сян-ван                       |
| Цзи Жэньчэнь 姬壬臣 Jī Rénchén | Цин-ван 頃王 Qǐngwáng              | 618 — 613 годы до н. э.    | Чжоу Цин-ван                       |
| Цзи Бань 姬班 Jī Bān | Куан-ван 匡王 Kuāngwáng            | 612 — 607 годы до н. э.    | Чжоу Куан-ван                      |
| Цзи Юй 姬瑜 Jī Yú | Дин-ван 定王 Dìngwáng              | 606 — 586 годы до н. э.    | Чжоу Дин-вай Юй                    |
| Цзи И 姬夷 Jī Yí | Цзянь-ван 簡王 Jiǎnwáng            | 585 — 572 годы до н. э.    | Чжоу Цзянь-ван                     |
| Цзи Сесинь 姬泄心 Jī Xièxīn | Лин-ван 靈王 Língwáng              | 571 — 545 годы до н. э.    | Чжоу Лин-ван                       |
| Цзи Гуй 姬貴 Jī Gùi | Цзин-ван 景王 Jǐngwáng             | 544 — 521 годы до н. э.    | Чжоу Цзин-ван Гуй                  |
| Цзи Мэн 姬猛 Jī Měng | Дао-ван 悼王 Dàowáng               | 520 год до н. э.           | Чжоу Дао-ван                       |
| Цзи Гай (Чай) 姬丐 Jī Gài | Цзин-ван 敬王 Jìngwáng             | 519 — 476 годы до н. э.    | Чжоу Цзин-ван Чай                  |
| Цзи Жэнь 姬仁 Jī Rén | Юань-ван 元王 Yuánwáng             | 475 — 469 годы до н. э.    | Чжоу Юань-ван                      |
| Цзи Цзе 姬介 Jī Jiè | Чжэнь Дин-ван 貞定王 Zhēndìngwáng  | 468 — 442 годы до н. э.    | Чжоу Дин-ван Цзе                   |
| Цзи Цюйцзи 姬去疾 Jī Qùjí | Ай-ван 哀王 Āiwáng                 | 441 год до н. э.           | Чжоу Ай-ван                        |
| Цзи Шу 姬叔 Jī Shū | Сы-ван 思王 Sīwáng                 | 441 год до н. э.           | Чжоу Сы-ван                        |
| Цзи Вэй 姬嵬 Jī Wéi | Као-ван 考王 Kǎowáng               | 440 — 426 годы до н. э.    | Чжоу Као-ван                       |
| Цзи У 姬午 Jī Wǔ | Вэй Ле-ван 威烈王 Wēilièwáng       | 425 — 402 годы до н. э.    | Чжоу Вэй Ле-ван                    |
| Цзи Цзяо 姬驕 Jī Jiāo | Ань-ван 安王 Ānwáng                | 401 — 376 годы до н. э.    | Чжоу Ань-ван                       |
| Цзи Си 姬喜 Jī Xǐ | Ле-ван 烈王 Lièwáng                | 375 — 369 годы до н. э.    | Чжоу Ле-ван                        |
| Цзи Бянь 姬扁 Jī Biǎn | Сянь-ван 顯王 Xiǎnwáng             | 368 — 321 годы до н. э.    | Чжоу Сянь-ван                      |
| Цзи Дин 姬定 Jī Dìng | Шэнь Цзинь-ван 慎靚王 Shènjìngwáng | 320 — 315 годы до н. э.    | Чжоу Шэнь Цзинь-ван                |
| Цзи Янь 姬延 Jī Yān | Нань-ван 赧王 Nǎnwáng              | 314 — 256 годы до н. э.    | Чжоу Нань-ван                      |
| | Хуэй-ван 惠王 Huìwáng              | 255 — 249 годы до н. э.    | Чжоу Хуэй-ван²                     |
| 1 Первой общепризнанной датой в китайской истории считается 841 год до н. э., начало регентства Гунхэ. Все более ранние даты являются предметом дискуссии, иногда весьма оживленной. Приведённые здесь даты предложены Хронологическим проектом Ся-Шан-Чжоу, составленным учёными по заказу правительства Китая и опубликованным в 2000 году. Они приводятся только в качестве ориентира. |                                    |                            |                                    |
| 2 Аристократы рода Цзи провозгласили Хуэй-вана наследником Нань-вана после того, как их столица Лоян была захвачена войсками Цинь в 256 году до н. э. Однако сопротивление Чжоу было непродолжительным ввиду быстрого наступления Цинь, поэтому Нань-ван часто считается последним императором династии Чжоу.                                                                             |                                    |                            |                                    |

## Династия Цинь
| Посмертное имя | Посмертное имя          | Личное имя        | Личное имя                | Годы правления            |
| --- | ----------------------- | ----------------- | ------------------------- | ------------------------- |
| Исторически наиболее употребительна форма: «Цинь» + посмертное имя |                         |                   |                           |                           |
| Примечание: царь Чжаосян-ван (秦昭襄王, Qín Zhāoxiāng Wáng) был правителем Цинь уже 51 год, когда Цинь уничтожила династию Чжоу; однако, остальные шесть сражающихся царств сохраняли независимость. Поэтому историки используют следующий год (52-й год царствования Цинь Чжао Сян-вана) как официальное продолжение династии Чжоу, и мы будем следовать этой традиции. Цинь Ши Хуан был первым главой Китая, принявшим титул «Хуан» вместо «Ван». |                         |                   |                           |                           |
| Чжао Сян-ван | 昭襄王 Zhāoxiāng Wáng   | Ин Цзэ или Ин Цзи | 嬴則 Yíng Zé 嬴稷 Yíng Jì | 255 до н. э.—250 до н. э. |
| Сяо Вэнь-ван | 孝文王 Xiàowén Wáng     | Ин Чжу            | 嬴柱 Yíng Zhù             | 250 до н. э.              |
| Чжуан Сян-ван | 莊襄王 Zhuāngxiāng Wáng | Ин Цзычу          | 嬴子楚 Yíng Zǐchǔ         | 249 до н. э.—247 до н. э. |
| Ши Хуан-ди | 始皇帝 Shǐ Huángdì      | Ин Чжэн           | 嬴政 Yíng Zhèng           | 246 до н. э.—210 до н. э. |
| Эр Ши Хуан-ди | 二世皇帝 Èr Shì Huángdì | Ин Хухай          | 嬴胡亥 Yíng Húhài         | 209 до н. э.—207 до н. э. |
| Цзыин может упоминаться под своим личным именем либо как Цинь-ван Цзыин (秦王子嬰 Qín Wáng Ziyīng) |                         |                   |                           |                           |
| отсутствует | отсутствует             | Ин Цзыин          | 嬴子嬰 Yíng Ziyīng        | 207 до н. э.              |

## Династия Хань
| Посмертное имя                                                       | Личное имя                 | Годы правления                      | Девиз правления и годы |
| -------------------------------------------------------------------- | -------------------------- | ----------------------------------- | --- |
| Исторически наиболее употребительна форма 漢(Хань) + посмертное имя. |                            |                                     | |
| Западная Хань (西漢) 206 год до н. э. — 9 год н. э.                  |                            |                                     | |
| Гао-цзу 高祖 Gāozǔ                                                   | Лю Бан 劉邦 Liú Bāng       | 206 год до н. э. — 195 год до н. э. | отсутствует |
| (императрица Люй-хоу) 呂太后 Lü Taihou                               | Люй Чжи 呂雉 Lü Zhi        | 195 год до н. э. — 180 год до н. э. | отсутствует |
| Хуэй-ди 惠帝 Hùidì                                                   | Лю Ин 劉盈 Liú Yíng        | 195 год до н. э. — 188 год до н. э. | отсутствует |
| Шао-ди Гун 少帝 Shǎodì                                               | Лю Гун 劉恭 Liú Gōng       | 188 год до н. э. — 184 год до н. э. | отсутствует |
| Шао-ди Хун 少帝 Shǎodì                                               | Лю Хун 劉弘 Liú Hóng       | 184 год до н. э. — 180 год до н. э. | отсутствует |
| Вэнь-ди 文帝 Wéndì                                                   | Лю Хэн 劉恆 Liú Héng       | 179 год до н. э. — 157 год до н. э. | - Хоуюань (後元 Hòuyuán) 163 год до н. э. — 156 год до н. э. |
| Цзин-ди 景帝 Jǐngdì                                                  | Лю Ци 劉啟 Liú Qǐ          | 156 год до н. э. — 141 год до н. э. | - Чжунъюань (中元 Zhōngyuán) 149 год до н. э. — 143 год до н. э. - Хоуюань (後元 Hòuyuán) 143 год до н. э. — 141 год до н. э. |
| У-ди 武帝 Wǔdì                                                       | Лю Чэ 劉徹 Liú Chè         | 140 год до н. э. — 87 год до н. э.  | - Цзяньюань (建元 Jiànyuán) 140 год до н. э. — 135 год до н. э. - Юаньгуан (元光 Yuánguāng) 134 год до н. э. — 129 год до н. э. - Юаньшо (元朔 Yuánshuò) 128 год до н. э. — 123 год до н. э. - Юаньшоу (元狩 Yuánshòu) 122 год до н. э. — 117 год до н. э. - Юаньдин(元鼎 Yuándǐng) 116 год до н. э. — 111 год до н. э. - Юаньфэн (元封 Yuánfēng) 110 год до н. э. — 105 год до н. э. - Тайчу (太初 Tàichū) 104 год до н. э. — 101 год до н. э. - Тяньхань (天漢 Tiānhàn) 100 год до н. э. — 97 год до н. э. - Тайши (太始 Tàishǐ) 96 год до н. э. — 93 год до н. э. - Чжэнхэ (征和 Zhēnghé) 92 год до н. э. — 89 год до н. э. - Хоуюань (後元 Hòuyuán) 88 год до н. э. — 87 год до н. э. |
| Чжао-ди 昭帝 Zhāodì                                                  | Лю Фулин 劉弗陵 Liú Fúlíng | 86 год до н. э. — 74 год до н. э.   | - Шиюань (始元 Shǐyuán) 86 год до н. э. — 80 год до н. э. - Юаньфэн (元鳳 Yuánfèng) 80 год до н. э. — 75 год до н. э. - Юаньпин (元平 Yuánpíng) 74 год до н. э. |
| Чанъи-ван 昌邑王 Chāngyìwáng или Хайхунь-хоу 海昏侯 Hǎihūnhóu        | Лю Хэ 劉賀 Liú Hè          | 74 год до н. э.                     | - Юаньпин (元平 Yuánpíng) 74 год до н. э. |
| Сюань-ди 宣帝 Xuāndì                                                 | Лю Сюнь 劉詢 Liú Xún       | 73 год до н. э. — 49 год до н. э.   | - Бэньши (本始 Běnshǐ) 73 год до н. э. — 70 год до н. э. - Дицзе (地節 Dìjié) 69 год до н. э. — 66 год до н. э. - Юанькан (元康 Yuánkāng) 65 год до н. э. — 61 год до н. э. - Шэньцзюэ (神爵 Shénjué) 61 год до н. э. — 58 год до н. э. - Уфэн (五鳳 Wǔfèng) 57 год до н. э. — 54 год до н. э. - Ганьлу (甘露 Gānlù) 53 год до н. э. — 50 год до н. э. - Хуанлун (黃龍 Huánglóng) 49 год до н. э. |
| Юань-ди 元帝 Yuándì                                                  | Лю Ши 劉奭 Liú Shì         | 48 год до н. э. — 33 год до н. э.   | - Чуюань (初元 Chūyuán) 48 год до н. э. — 44 год до н. э. - Юнгуан (永光 Yǒngguāng) 43 год до н. э. — 39 год до н. э. - Цзяньчжао (建昭 Jiànzhāo) 38 год до н. э. — 34 год до н. э. - Цзиннин (竟寧 Jìngníng) 33 год до н. э. |
| Чэн-ди 成帝 Chéngdì                                                  | Лю Ао 劉驁 Liú Áo          | 32 год до н. э. — 7 год до н. э.    | - Цзяньши (建始 Jiànshǐ) 32 год до н. э. — 28 год до н. э. - Хэпин (河平 Hépíng) 28 год до н. э. — 25 год до н. э. - Яншо (陽朔 Yángshuò) 24 год до н. э. — 21 год до н. э. - Хунцзя (鴻嘉 Hóngjiā) 20 год до н. э. — 17 год до н. э. - Юнши (永始 Yǒngshǐ) 16 год до н. э. — 13 год до н. э. - Юаньянь (元延 Yuányán) 12 год до н. э. — 9 год до н. э. - Суйхэ (綏和 Suīhé) 8 год до н. э. — 7 год до н. э. |
| Ай-ди 哀帝 Āidì                                                      | Лю Синь 劉欣 Liú Xīn       | 6 год до н. э. — 1 год до н. э.     | - Цзяньпин (建平 Jiànpíng) 6 год до н. э. — 3 год до н. э. - Юаньшоу (元壽 Yuánshòu) 2 год до н. э. — 1 год до н. э. |
| Пин-ди 平帝 Píngdì                                                   | Лю Кань 劉衎 Liú Kàn       | 1 год до н. э. — 5 год              | - Юаньши (元始 Yuánshǐ) 1—5 годы |
| Жуцзы Ин 孺子嬰 Rúzǐ Yīng                                            | Лю Ин 劉嬰 Liú Yīng        | 6—8 годы                            | - Цзюйшэ (居攝 Jùshè) 6 — октябрь 8 года - Чуши (初始 Chūshǐ) ноябрь 8 год — декабрь 8 года |
| Династия Синь (新) (9—23 годы)                                       |                            |                                     | |
| Ван Ман (王莽 Wáng Mǎng)                                             | Ван Ман (王莽 Wáng Mǎng)   | 9—23 годы                           | - Шицзяньго (始建國 Shǐjiànguó) 9—13 годы - Тяньфэн (天鳳 Tiānfēng) 14—19 годы - Дихуан (地皇 Dìhuáng) 20—23 годы |
| Продолжение империи Хань                                             |                            |                                     | |
| Гэнши-ди 更始帝 Gēngshǐdì                                            | Лю Сюань 劉玄 Liú Xuán     | 23—25 годы                          | - Гэнши (更始 Gēngshǐ) 23—25 годы |
| Восточная Хань (東漢) 25—220 год                                     |                            |                                     | |
| Гуан У-ди 光武帝 Guāngwǔdì                                           | Лю Сю 劉秀 Liú Xiù         | 25—57 годы                          | - Цзяньу (建武 Jiànwǔ) 25—56 годы - Цзяньучжунъюань (建武中元 Jiànwǔzhongōyuán) 56—57 годы |
| Мин-ди 明帝 Míngdì                                                   | Лю Чжуан 劉莊 Liú Zhuāng   | 57—75 годы                          | - Юнпин (永平 Yǒngpíng) 58—75 годы |
| Чжан-ди 章帝 Zhāngdì                                                 | Лю Да 劉炟 Liú Dá          | 76—88 годы                          | - Цзяньчу (建初 Jiànchū) 76—84 годы - Юаньхэ (元和 Yuánhé) 84—87 годы - Чжанхэ (章和 Zhānghé) 87—88 годы |
| Хэ-ди 和帝 Hédì                                                      | Лю Чжао 劉肇 Liú Zhào      | 89—105 годы                         | - Юнъюань (永元 Yǒngyuán) 89—105 годы - Юаньсин (元興 Yuánxīng) 105 год |
| Шан-ди 殤帝 Shāngdì                                                  | Лю Лун 劉隆 Liú Lóng       | 106 год                             | - Яньпин (延平 Yánpíng) 9 месяцев в 106 год |
| Ань-ди 安帝 Āndì                                                     | Лю Ху 劉祜 Liú Hù          | 106—125 годы                        | - Юнчу (永初 Yǒngchū) 107—113 годы - Юаньчу (元初 Yuánchū) 114—120 годы - Юннин (永寧 Yǒngníng) 120—121 годы - Цзяньгуан (建光 Jiànguāng) 121—122 годы - Яньгуан (延光 Yánguāng) 122—125 годы |
| Шао-ди 少帝 Shǎodì или Бэйсян-хоу 北鄉侯 Běixiānghóu                 | Лю И 劉懿 Liú Yì           | 125 год                             | - Яньгуан (延光 Yánguāng) 125 год |
| Шунь-ди 順帝 Shùndì                                                  | Лю Бао 劉保 Liú Bǎo        | 125—144 годы                        | - Юнцзянь (永建 Yǒngjiàn) 126—132 годы - Янцзя (陽嘉 Yángjiā) 132—135 годы - Юнхэ (永和 Yǒnghé) 136—141 годы - Ханьань (漢安 Hàn'ān) 142—144 годы - Цзянькан (建康 Jiànkāng) 144 год |
| Чун-ди 沖帝 Chōngdì                                                  | Лю Бин 劉炳 Liú Bǐng       | 144—145 годы                        | - Юнси (永嘉 Yōngxī) 145 год |
| Чжи-ди 質帝 Zhídì                                                    | Лю Цзуань 劉纘 Liú Zuǎn    | 145—146 годы                        | - Бэньчу (本初 Běnchū) 146 год |
| Хуань-ди 桓帝 Huándì                                                 | Лю Чжи 劉志 Liú Zhì        | 146—168 годы                        | - Цзяньхэ (建和 Jiànhé) 147—149 годы - Хэпин (和平 Hépíng) 150 год - Юаньцзя (元嘉 Yuánjiā) 151—153 годы - Юнсин (永興 Yǒngxīng) 153—154 годы - Юншоу (永壽 Yǒngshòu) 155—158 годы - Яньси (延熹 Yánxī) 158—167 годы - Юнкан (永康 Yǒngkāng) 167 год |
| Лин-ди 靈帝 Língdì                                                   | Лю Хун 劉宏 Liú Hóng       | 168—189 годы                        | - Цзяньнин (建寧 Jiànníng) 168—172 годы - Сипин (熹平 Xīpíng) 172—178 годы - Гуанхэ (光和 Guānghé) 178—184 годы - Чжунпин (中平 Zhōngpíng) 184—189 годы |
| Шао-ди 少帝 Shǎodì или Хуннун-ван 弘農王 Hóngnóngwáng                | Лю Бянь 劉辯 Liú Biàn      | 189 год                             | - Гуанси (光熹 Guāngxī) 189 год - Чжаонин (昭寧 Zhàoníng) 189 год |
| Сянь-ди 獻帝 Xiàndì                                                  | Лю Се 劉協 Liú Xié         | 189—220 годы                        | - Юнхань (永漢 Yǒnghàn) 189 год - Чжунпин (中平 Zhōngpíng) 189 год - Чупин (初平 Chūpíng) 190—193 годы - Синпин (興平 Xīngpíng) 194—195 годы - Цзяньань (建安 Jiàn'ān) 196—220 годы - Янькан (延康 Yánkāng) 220 год |

## Эпоха Троецарствия
| Посмертное имя | Личное имя               | Период правления | Девиз летоисчисления и годы |
| --- | ------------------------ | ---------------- | --- |
| Вэй (Цао Вэй) 曹魏 220—265 |                          |                  | |
| Исторически используется форма Вэй + посмертное имя, за исключением императора Цао Пэя, который определяется по личному имени. |                          |                  | |
| Вэнь-ди 文帝 Wéndì | Цао Пэй 曹丕 Cáo Pī      | 220—226          | - Хуанчу (黃初 Huángchū) 220—226 |
| Мин-ди 明帝 Míngdì | Цао Жуй 曹叡 Cáo Rùi     | 226—239          | - Тайхэ (太和 Tàihé) 227—233 - Цинлун (青龍 Qīnglóng) 233—237 - Цзинчу (景初 Jǐngchū) 237—239 |
| Ци-ван 齊王 Qí Wáng или Шаолинь Ли-гун 邵陵厲公 Shàolíng Lì Gōng                                                               | Цао Фан 曹芳 Cáo Fāng    | 239—254          | - Чжэнши (正始 Zhèngshǐ) 240—249 - Цзяпин (嘉平 Jiāpíng) 249—254 |
| Гаогуйсян-гун 高貴鄉公 Gāogùixiāng Gōng                                                                                        | Цао Мао 曹髦 Cáo Máo     | 254—260          | - Чжэнъюань (正元 Zhèngyuán) 254—256 - Ганьлу (甘露 Gānlù) 256—260 |
| Юань-ди 元帝 Yuándì | Цао Хуань 曹奐 Cáo Huàn  | 260—265          | - Цзинъюань (景元 Jǐngyuán) 260—264 - Сяньси (咸熙 Xiánxī) 264—265 |
| Шу (Шу Хань) 蜀漢 221 — 263 |                          |                  | |
| Исторически используется личное имя                                                                                            |                          |                  | |
| Чжао Ле-ди 昭烈帝 Zhāolièdì | Лю Бэй 劉備 Liú Bèi      | 221—223          | - Чжанъу (章武 Zhāngwǔ) 221—223 |
| Хоу Чжу 後主 Hòu Zhǔ или Сяо Хуай-ди 孝懷帝 Xiàohuáidì                                                                         | Лю Шань 劉禪 Liú Shán    | 223—263          | - Цзяньсин (建興 Jiànxīng) 223—237 - Яньси (延熙 Yánxī) 238—257 - Цзинъяо (景耀 Jǐngyào) 258—263 - Яньсин (炎興 Yánxīng) 263 |
| У 吳 222—280 |                          |                  | |
| Исторически используется личное имя                                                                                            |                          |                  | |
| Да-ди 大帝 Dàdì | Сунь Цюань 孫權 Sūn Quán | 222—252          | - Хуанъу (黃武 Huángwǔ) 222—229 - Хуанлун (黃龍 Huánglóng) 229—231 - Цзяхэ (嘉禾 Jiāhé) 232—238 - Чиу (赤烏 Chìwū) 238—251 - Тайюань (太元 Tàiyuán) 251—252 - Шеньфэн (神鳳 Shénfèng) 252                                                                       |
| Куайцзи-ван 會稽王 Kuàijī Wáng или Хоугуань-хоу 候官侯 Hòuguān Hóu                                                             | Сунь Лян 孫亮 Sūn Liàng  | 252—258          | - Цзяньсин (建興 Jiànxīng) 252—253 - Уфэн (五鳳 Wǔfèng) 254—256 - Тайпин (太平 Tàipíng) 256—258 |
| Цзин-ди 景帝 Jǐngdì | Сунь Сю 孫休 Sūn Xiū     | 258—264          | - Юнъань (永安 Yǒng'ān) 258—264 |
| Учэн-хоу 烏程侯 Wūchéng Hóu или Гуймин-хоу 歸命侯 Gūimìng Hóu                                                                  | Сунь Хао 孫皓 Sūn Hào    | 264—280          | - Юаньсин (元興 Yuánxīng) 264—265 - Ганьлу (甘露 Gānlù) 265—266 - Баодин (寶鼎 Bǎodǐng) 266—269 - Цзяньхэн (建衡 Jiànhéng) 269—271 - Фэнхуан (鳳凰 Fènghuáng) 272—274 - Тяньцэ (天冊 Tiāncè) 275—276 - Тяньси (天璽 Tiānxǐ) 276 - Тяньцзи (天紀 Tiānjì) 277—280 |

## Династия Цзинь
| Посмертное имя (諡號 shìhào)                                         | Личное имя                       | Годы правления | Девиз летосчисления (年號 niánhào) и годы |
| -------------------------------------------------------------------- | -------------------------------- | -------------- | --- |
| Исторически наиболее употребительная форма: «Цзинь» + посмертное имя |                                  |                | |
| Династия Си (Западная) Цзинь (西晉) 265—317                          |                                  |                | |
| У-ди 武帝 Wǔdì                                                       | Сыма Янь 司馬炎 Sīmǎ Yán         | 265—290        | - Тайши (泰始 Tàishǐ) 265—274 - Сяньнин (咸寧 Xiánníng)275-280 - Тайкан (太康 Tàikāng) 280—289 - Тайси (太熙 Tàixī) 290 |
| Хуэй-ди 惠帝 Hùidì                                                   | Сыма Чжун 司馬衷 Sīmǎ Zhōng      | 290—306        | - Юнси (永熙 Yǒngxī) 290 - Юнпин (永平 Yǒngping) 291 - Юанькан (元康 Yuánkāng) 291—299 - Юнкан (永康 Yǒngkāng) 300—301 - Юннин (永寧 Yǒngníng) 301—302 - Тайань (太安 Tàiān) 302—303 - Юнъань (永安 Yǒngān) 304 - Цзяньу (建武 Jiànwǔ) 304 - Юнъань (永安 Yǒngān) 304 - Юнсин (永興 Yǒngxīng) 304—306 - Гуанси (光熙 Gūangxī) 306 |
| Хуай-ди 懷帝 Huáidì                                                  | Сыма Чжи 司馬熾 Sīmǎ Chì         | 307—311        | - Юнцзя (永嘉 Yǒngjīa) 307—313 |
| Минь-ди 愍帝 Mǐndì                                                   | Сыма Е 司馬鄴 Sīmǎ Yè            | 313—317        | - Цзяньсин (建興 Jiànxīng) 313—317 |
| Династия Дун (Восточная) Цзинь (東晉) 317—420                        |                                  |                | |
| Юань-ди 元帝 Yuándì                                                  | Сыма Жуй 司馬睿 Sīmǎ Rùi         | 317—322        | - Цзяньу (建武 Jiànwǔ) 317—318 - Дасин (大興 Dàxīng) 318—321 - Юнчан (永昌 Yǒngchǎng) 321—322 |
| Мин-ди 明帝 Míngdì                                                   | Сыма Шао 司馬紹 Sīmǎ Shào        | 322—325        | - Юнчан (永昌 Yǒngchǎng) 322—323 - Тайнин (太寧 Tàiníng) 323—325 |
| Чэн-ди 成帝 Chéngdì                                                  | Сыма Янь 司馬衍 Sīmǎ Yǎn         | 325—342        | - Тайнин (太寧 Tàiníng) 325 - Сяньхэ (咸和 Xiánhé) 326—334 - Сянькан (咸康 Xiánkāng) 335—342 |
| Кан-ди 康帝 Kāngdì                                                   | Сыма Юэ 司馬岳 Sīmǎ Yuè          | 342—344        | - Цзяньюань (建元 Jiànyuán) 343—344 |
| Му-ди 穆帝 Mùdì                                                      | Сыма Дань 司馬聃 Sīmǎ Dān        | 345—361        | - Юнхэ (永和 Yǒnghé) 345—356 - Шэнпин (升平 Shēngpíng) 357—361 |
| Ай-ди 哀帝 Āidì                                                      | Сыма Пи 司馬丕 Sīmǎ Pī           | 361—365        | - Лунхэ (隆和 Lónghé) 362—363 - Синнин (興寧 Xīngníng) 363—365 |
| Фэй-ди 海西公 Hǎixīgōng                                              | Сыма И 司馬奕 Sīmǎ Yì            | 365—371        | - Тайхэ (太和 Tàihé) 365—371 |
| Цзянь Вэнь-ди 簡文帝 Jiǎnwéndì                                       | Сыма Юй 司馬昱 Sīmǎ Yù           | 371—372        | - Сяньань (咸安 Xiánān) 371—372 |
| Сяо У-ди 孝武帝 Xiàowǔdì                                             | Сыма Яо 司馬曜 Sīmǎ Yào          | 372—396        | - Нинкан (寧康 Níngkāng) 373—375 - Тайюань (太元 Tàiyuán) 376—396 |
| Ань-ди 安帝 Āndì                                                     | Сыма Дэцзун 司馬德宗 Sīmǎ Dézōng | 396—418        | - Лунъань (隆安 Lóngān) 397—401 - Юаньсин (元興 Yuánxīng) 402—404 - Иси (義熙 Yìxī) 405—418 |
| Гун-ди 恭帝 Gōngdì                                                   | Сыма Дэвэнь 司馬德文 Sīmǎ Déwén  | 419—420        | - Юаньси (元熙 Yuánxī) 419—420 |

## Шестнадцать варварских государств
| Храмовое имя | Посмертное имя                                                      | Личное имя                            | Годы правления                       | Эра правления (年號 niánhào) и годы эры                                                                                                |
| --- | ------------------------------------------------------------------- | ------------------------------------- | ------------------------------------ | --- |
| Исторически наиболее употребительная форма: личное имя                                                                                 |                                                                     |                                       |                                      | |
| Царство Хань-Чжао 304—329 н. э. (в традиционных источниках именуется раздельно как царство Хань (Северная Хань) и царство Ранняя Чжао) |                                                                     |                                       |                                      | |
| Царство Хань 北漢 304—318 |                                                                     |                                       |                                      | |
| Гао-цзу 高祖 Gāozǔ | Гуан Вэнь-ди 光文帝 Guāngwéndì                                      | Лю Юань 劉淵 Liú Yuān                 | 304—310                              | - Цзяньсин (建興 Jiànxīng) 304—308 - Юнфэн (永鳳 Yǒngfèng) 308—309 - Хэжуй (河瑞 Hérùi) 309—310                                        |
| отсутствует | Лян-ван 梁王 Liángwáng                                              | Лю Хэ 劉和 Liú Hé                     | 7 дней в 310 г.                      | отсутствует |
| Ле-цзун 烈宗 Lièzōng | Чжао У-ди 昭武帝 Zhāowǔdì                                           | Лю Цун 劉聰 Liú Cōng                  | 310—318                              | - Гуансин (光興 Guāngxīng) 310—311 - Цзяпин (嘉平 Jiāpíng) 311—315 - Цзяньюань (建元 Jiànyuán) 315—316 - Линьцзя (麟嘉 Línjiā) 316—318 |
| отсутствует | Инь-ди 隱帝 Yǐndì                                                   | Лю Цань 劉粲 Liú Càn                  | месяц и несколько дней в 318 г.      | - Ханьчан (漢昌 Hànchāng) 318 |
| Царство Цянь (Ранняя) Чжао 前趙 318—329                                                                                                |                                                                     |                                       |                                      | |
| отсутствует | Хоу Чжу 後主 Hòu Zhǔ                                                | Лю Яо 劉曜 Liú Yào                    | 318—329                              | - Гуанчу (光初 Guāngchū) 318—329 |
| Царство Хоу (Поздняя) Чжао 後趙 319 — 351                                                                                              |                                                                     |                                       |                                      | |
| Гао-цзу 高祖 Gāozǔ | Мин-ди 明帝 Míngdì                                                  | Ши Лэ 石勒 Shí Lè                     | 319—333                              | - Чжаован (趙王 Zhàowáng) 319—328 - Тайхэ (太和 Tàihé) 328—330 - Цзяньпин (建平 Jiànpíng) 330—333                                      |
| отсутствует | Хай Ян-ван 海陽王 Hǎiyángwáng                                       | Ши Хун 石弘 Shí Hóng                  | 333—334                              | - Цзяньпин (建平 Jiànpíng) 333 - Яньси (延熙 Yánxī) 334                                                                                |
| Тай-цзу 太祖 Tàizǔ | У-ди 武帝 Wǔdì                                                      | Ши Ху 石虎 Shí Hǔ                     | 334—349                              | - Цзяньу (建武 Jiànwǔ) 334—349 - Тайнин (太寧 Tàiníng) 349                                                                             |
| отсутствует | Цяо-ван 譙王 Qiáowáng                                               | Ши Ши 石世 Shí Shì                    | 73 дня в 349 г.                      | - Тайнин (太寧 Tàiníng) 73 дня в 349 г.                                                                                                |
| отсутствует | Пан Чэн-ван 彭城王 Pángchéngwáng                                    | Ши Цзунь 石遵 Shí Zūn                 | 183 дня в 349 г.                     | - Тайнин (太寧 Tàiníng) 183 дня в 349 г.                                                                                               |
| отсутствует | И Ян-ван 義陽王 Yìyángwáng                                          | Ши Цзянь 石鑒 Shí Jiàn                | 103 дня в 349—350 гг.                | - Цинлун (青龍 Qīnglóng) 103 дня в 349—350 гг.                                                                                         |
| отсутствует | Синь Син-ван 新興王 Xīnxīngwáng                                     | Ши Чжи 石祗 Shí Zhī                   | 350—351                              | - Юннин (永寧 Yǒngníng) 349—350 |
| Царство Чэн-Хань 成漢 303—347 н. э. (в традиционных источниках именуется раздельно как царство Чэн и царство Хань)                     |                                                                     |                                       |                                      | |
| Царство Чэн 303—338 |                                                                     |                                       |                                      | |
| Ши-цзу 始祖 Shǐzǔ или Ши-цзу 世祖 Shìzǔ                                                                                                | Цзин-ди 景帝 Jǐngdì                                                 | Ли Тэ 李特 Lǐ Tè                      | 303                                  | - Цзяньчу (建初 Jiànchū) или Цзинчу (景初 Jǐngchū) 303                                                                                 |
| отсутствует | Цинь Вэнь-ван 秦文王 Qínwénwáng                                     | Ли Лю 李流 Lǐ Liú                     | несколько месяцев в 303 г.           | отсутствует |
| Тай-цзун 太宗 Tàizōng | У-ди 武帝 Wǔdì                                                      | Ли Сюн 李雄 Lǐ Xióng                  | 303—334                              | - Цзяньсин (建興 Jiànxīng) 303—305 - Яньпин (晏平 Yànpíng) 305—311 - Юйхэн (玉衡 Yùhéng) 311—334                                       |
| отсутствует | Ай-ди 哀帝 Āidì                                                     | Ли Бань 李班 Lǐ Bān                   | 7 месяцев в 334 г.                   | - Юйхэн (玉衡 Yùhéng) 7 месяцев в 334 г.                                                                                               |
| отсутствует | Ю-гун 幽公 Yōugōng                                                  | Ли Ци 李期 Lǐ Qī                      | 334—338                              | - Юйхэн (玉恆 Yùhéng) 334—338 |
| Царство Хань 338—347 |                                                                     |                                       |                                      | |
| Чжун-цзун 中宗 Zhōngzōng | Чжао Вэнь-ди 昭文帝 Zhāowéndì                                       | Ли Шоу 李壽 Lǐ Shòu                   | 338—343                              | - Ханьсин (漢興 Hànxīng) 338—343 |
| отсутствует | Гуй И-хоу 歸義侯 Gūiyìhóu                                           | Ли Ши 李勢 Lǐ Shì                     | 343—347                              | - Тайхэ (太和 Tàihé) 343—346 - Цзянин (嘉寧 Jiāníng) 346—347                                                                           |
| Царство Цянь (Ранняя) Янь 前燕 337—370                                                                                                 |                                                                     |                                       |                                      | |
| Тай-цзу 太祖 Tàizǔ | Вэнь Мин-ди 文明帝 Wénmíngdì                                        | Мужун Хуан 慕容皝 Mùróng Huǎng        | 337—348                              | - Яньван (燕王 Yànwáng) 337—348 |
| Ле-цзун 烈宗 Lièzōng | Цзин Чжао-ди 景昭帝 Jǐngzhāodì                                      | Мужун Цзюнь 慕容俊 Mùróng Jùn         | 348—360                              | - Яньван (燕王 Yànwáng) 348—353 - Юаньси (元璽 Yuánxǐ) 353—357 - Шэнпин (升平 Shēngpíng) 357 - Гуаншоу (光壽 Guāngshòu) 357—360        |
| отсутствует | Ю-ди 幽帝 Yōudì                                                     | Мужун Вэй 慕容暐 Mùróng Wěi           | 360—370                              | - Цзяньси (建熙 Jiànxī) 360—365 - Цзяньюань (建元 Jiànyuán) 365—370                                                                    |
| Царство Хоу (Поздняя) Янь 後燕 384—407                                                                                                 |                                                                     |                                       |                                      | |
| Ши-цзу 世祖 Shìzǔ | У Чэн-ди 武成帝 Wǔchéngdì                                           | Мужун Чуй 慕容垂 Mùróng Chúi          | 384—396                              | - Яньван (燕王 Yànwáng) 384—385 - Цзяньсин (建興 Jiànxīng) 386—396                                                                     |
| Ле-цзун 烈宗 Lièzōng | Хуэй Минь-ди 惠愍帝 Hùimǐndì                                        | Мужун Бао 慕容寶 Mùróng Bǎo           | 396—398                              | - Юнкан (永康 Yǒngkāng) 396—398 |
| Чжун-цзун 中宗 Zhōngzōng | Чжао У-ди 昭武帝 Zhāowǔdì                                           | Мужун Шэн 慕容盛 Mùróng Shèng         | 398—401                              | - Цзяньпин (建平 Jiànpíng) 398 - Чанлэ (長樂 Chánglè) 399—401                                                                          |
| отсутствует | Чжао Вэнь-ди 昭文帝 Zhāowéndì                                       | Мужун Си 慕容熙 Mùróng Xī             | 401—407                              | - Гуанши (光始 Guāngshǐ) 401—406 - Цзяньши (建始 Jiànshǐ) 407                                                                          |
| Царство Нань (Южная) Янь 南燕 398—410                                                                                                  |                                                                     |                                       |                                      | |
| Ши-цзун 世宗 Shìzōng | Сянь У-ди 獻武帝 Xiànwǔdì                                           | Мужун Дэ 慕容德 Mùróng Dé             | 398—405                              | - Яньван (燕王 Yànwáng) 398—400 - Цзяньпин (建平 Jiànpíng) 400—405                                                                     |
| отсутствует | Хоу Чжу 後主 Hòu Zhǔ                                                | Мужун Чао 慕容超 Mùróng Chāo          | 405—410                              | - Тайшан (太上 Tàishàng) 405—410 |
| Царство Бэй (Северная) Янь 北涼 407—436                                                                                                |                                                                     |                                       |                                      | |
| отсутствует | Хуэй И-ди 惠懿帝 Hùiyìdì                                            | Гао Юнь 高雲 Gāo Yún                  | 407—409                              | - Чжэнши (正始 Zhèngshǐ) 407—409 |
| Тай-цзу 太祖 Tàizǔ | Вэнь Чэн-ди 文成帝 Wénchéngdì                                       | Фэн Ба 馮跋 Féng Bá                   | 409—430                              | - Тайпин (太平 Tàipíng) 409—430 |
| отсутствует | Чжао Чэн-ди 昭成帝 Zhāochéngdì                                      | Фэн Хун 馮弘 Féng Hóng                | 430—436                              | - Дасин (大興 Dàxīng) 430—436 |
| Царство Цянь (Ранняя) Лян 前涼 320—376                                                                                                 |                                                                     |                                       |                                      | |
| отсутствует | Чэн-гун 成公 Chénggōng                                              | Чжан Мао 張茂 Zhāng Mào               | 320—324                              | - Цзяньсин (建興 Jiànxīng) 320—324 |
| отсутствует | Чжун Чэн-гун 忠成公 Zhōngchénggōng                                  | Чжан Цзюнь 張駿 Zhāng Jùn             | 324—346                              | - Цзяньсин (建興 Jiànxīng) 324—346 |
| отсутствует | Хуань-гун 桓公 Huángōng                                             | Чжан Чунхуа 張重華 Zhāng Chónghuá     | 346—353                              | - Цзяньсин (建興 Jiànxīng) 346—353 |
| отсутствует | Ай-гун 哀公 Āigōng                                                  | Чжан Яолин 張曜靈 Zhāng Yàolíng       | 3 месяца (9-й — 12-й месяц) в 353 г. | - Цзяньсин (建興 Jiànxīng) 353 |
| отсутствует | Вэй-ван 威王 Wēiwáng                                                | Чжан Цзо 張祚 Zhāng Zuò               | 353—355                              | - Цзяньсин (建興 Jiànxīng) 353—354 - Хэпин (和平 Hépíng) 354—355                                                                       |
| отсутствует | Цзин Дао-гун 敬悼公 Jìngdàogōng или Чун-гун 沖公 Chōnggōng          | Чжан Сюаньцзин 張玄靖 Zhāng Xuánjìng  | 355—363                              | - Цзяньсин (建興 Jiànxīng) 355—361 - Шэнпин (升平 Shēngpíng) 361—363                                                                   |
| отсутствует | Дао-гун 悼公 Dàogōng                                                | Чжан Тяньси 張天錫 Zhāng Tiānxí       | 364—376                              | - Шэнпин (升平 Shēngpíng) 364—376 |
| Царство Хоу (Поздняя) Лян 後涼 386 н. э. — 403 н. э.                                                                                   |                                                                     |                                       |                                      | |
| Тай-цзу 太祖 Tàizǔ | И У-ван 懿武王 Yìwǔwáng                                             | Люй Гуан 呂光 Lǚ Guāng                | 386—399                              | - Тайань (太安 Tàiān) 386—389 - Луньцзя (麟嘉 Lúnjiā) 389—396 - Лунфэй (龍飛 Lóngfēi) 396—399                                          |
| отсутствует | Инь-ван 隱王 Yǐnwáng                                                | Люй Шао 呂紹 Lǚ Shào                  | 399                                  | - Лунфэй (龍飛 Lóngfēi) 399 |
| отсутствует | Лин-ван 靈王 Língwáng                                               | Люй Цзуань 呂纂 Lǚ Zuǎn               | 399—401                              | - Сяньнин (咸寧 Xiánníng) 399—401 |
| отсутствует | Шан Шу-гун 尚書公 Shàngshūgōng или Цзянькан-гун 建康公 Jiànkānggōng | Люй Лун 呂隆 Lǚ Lóng                  | 401—403                              | - Шэньдин (神鼎 Shéndǐng) 401—403 |
| Царство Нань (Южная) Лян 南涼 397 н. э. — 414 н. э.                                                                                    |                                                                     |                                       |                                      | |
| Ле-цзу 烈祖 Lièzǔ | У-ван 武王 Wǔwáng                                                   | Туфа Угу 禿髮烏孤 Tūfǎ Wūgū           | 397—399                              | - Тайчу (太初 Tàichū) 397—399 |
| отсутствует | Кан-ван 康王 Kāngwáng                                               | Туфа Лилугу 禿髮利鹿孤 Tūfǎ Lìlùgū    | 399—402                              | - Цзяньхэ (建和 Jiànhé) 399—402 |
| отсутствует | Цзин-ван 景王 Jǐngwáng или Цзин-ван 敬王 Jìngwáng                   | Туфа Жутань 禿髮傉檀 Tūfǎ Rùtán       | 402—414                              | - Хунчан (弘昌 Hóngchāng) 402—404 - Цзяпин (嘉平 Jiāpíng) 409—414                                                                      |
| Царство Бэй (Северная) Лян 北涼 397—439 (правители Гаочана в 442—460)                                                                  |                                                                     |                                       |                                      | |
| отсутствует | отсутствует                                                         | Дуань Е 段業 Duàn Yè                  | 397—401                              | - Шэнь Си (神璽 Shénxǐ) 397—399 - Тянь Си (天璽 Tiānxǐ) 399—401                                                                        |
| Тай-цзу 太祖 Tàizǔ | У Сюань-ван 武宣王 Wǔxuānwáng                                       | Цзюйцюй Мэнсюнь 沮渠蒙遜 Jǔqú Méngxùn | 401—433                              | - Юнъань (永安 Yǒngān) 401—412 - Сюаньши (玄始 Xuánshǐ) 412—428 - Чэнсюань (承玄 Chéngxuán) 428—430 - Ихэ (義和 Yìhé) 430—433          |
| отсутствует | Ай-ван 哀王 Āiwáng                                                  | Цзюйцюй Муцзянь 沮渠牧犍 Jǔqú Mùjiān  | 433—439                              | - Юнхэ (永和 Yǒnghé) 433—439 |
| отсутствует | отсутствует                                                         | Цзюйцюй Ухуэй 沮渠無諱 Jǔqú Wúhùi     | 442—444                              | - Чэнпин (承平 Chéngpíng) 442—443 - Цяньшоу (乾壽 Qiánshòu) 443—444                                                                    |
| отсутствует | отсутствует                                                         | Цзюйцюй Аньчжоу 沮渠安周 Jǔqú Ānzhōu  | 444—460                              | - Чэнпин (承平 Chéngpíng) 444—460 |
| Царство Си (Западная) Лян 西涼 400—421                                                                                                 |                                                                     |                                       |                                      | |
| Тай-цзу 太祖 Tàizǔ | У Чжао-ван 武昭王 Wǔzhāowáng                                        | Ли Гао 李暠 Lǐ Gǎo                    | 400—417                              | - Гэнцзы (庚子 Gēngzi) 400—405 - Цзяньчу (建初 Jiànchū) 406—416                                                                        |
| отсутствует | Хоу Чжу 後主 Hòu Zhǔ                                                | Ли Синь 李歆 Lǐ Xīn                   | 417—420                              | - Цзясин (嘉興 Jiāxīng) 417—420 |
| отсутствует | Хоу Чжу 後主 Hòu Zhǔ                                                | Ли Сюнь 李恂 Lǐ Xún                   | 420—421                              | - Юнцзянь (永建 Yǒngjiàn) 420—421 |
| Царство Цянь (Ранняя) Цинь 前秦 351 н. э. — 394 н. э.                                                                                  |                                                                     |                                       |                                      | |
| Гао-цзу 高祖 Gāozǔ | Цзин Мин-ди 景明帝 Jǐngmíngdì                                       | Фу Цзянь 苻健 Fú Jiàn                 | 351—355                              | - Хуанши (皇始 Huángshǐ) 351—355 |
| отсутствует | Ли-ван 厲王 Lìwáng                                                  | Фу Шэн 苻生 Fú Shēng                  | 355—357                              | - Шоугуан (壽光 Shòuguāng) 355—357 |
| Ши-цзу 世祖 Shìzǔ | Сюань Чжао-ди 宣昭帝 Xuānzhāodì                                     | Фу Цзянь 苻堅 Fú Jiān                 | 357—385                              | - Юнсин (永興 Yǒngxīng) 357—359 - Ганьлу (甘露 Gānlù) 359—364 - Цзяньюань (建元 Jiànyuán) 365—385                                      |
| отсутствует | Ай Пин-ди 哀平帝 Āipíngdì                                           | Фу Пи 苻丕 Fú Pī                      | 385—386                              | - Тайань (太安 Tàiān) 385—386 |
| Тай-цзун 太宗 Tàizōng | Гао-ди 高帝 Gāodì                                                   | Фу Дэн 苻登 Fú Dēng                   | 386—394                              | - Тайчу (太初 Tàichū) 385—394 |
| отсутствует | Хоу Чжу 後主 Hòu Zhǔ                                                | Фу Чун 苻崇 Fú Chóng                  | несколько месяцев в 394 г.           | - Яньчу (延初 Yánchū) 394 |
| Царство Хоу (Поздняя) Цинь 後秦 384 н. э. — 417 н. э.                                                                                  |                                                                     |                                       |                                      | |
| Тай-цзу 太祖 Tàizǔ | У Чжао-ди 武昭帝 Wǔzhāodì                                           | Яо Чан 姚萇 Yáo Cháng                 | 384—393                              | - Бай Цюэ (白雀 Báiquè) 384—386 - Цзяньчу (建初 Jiànchū) 386—393                                                                       |
| Гао-цзу 高祖 Gāozǔ | Вэнь Хуань-ди 文桓帝 Wénhuándì                                      | Яо Син 姚興 Yáo Xīng                  | 394—416                              | - Хуанчу (皇初 Huángchū) 394—399 - Хунши (弘始 Hóngshǐ) 399—416                                                                        |
| отсутствует | Хоу Чжу 後主 Hòu Zhǔ                                                | Яо Хун 姚泓 Yáo Hóng                  | 416—417                              | - Юнхэ (永和 Yǒnghé) 416—417 |
| Царство Си (Западная) Цинь 西秦 385—400,409—431                                                                                        |                                                                     |                                       |                                      | |
| Ле-цзу 烈祖 Lièzǔ | Сюань Ле-ван 宣烈王 Xuānlièwáng                                     | Цифу Гожэнь 乞伏國仁 Qǐfú Guórén      | 385—388                              | - Цзяньи (建義 Jiànyì) 385—388 |
| Гао-цзу 高祖 Gāozǔ | У Юань-ван 武元王 Wǔyuánwáng                                        | Цифу Ганьгуй 乞伏乾歸 Qǐfú Gāngūi     | 388—400, 409—412                     | - Тайчу (太初 Tàichū) 388—400 - Гэнши (更始 Gèngshǐ) 409—412                                                                           |
| Тай-цзу 太祖 Tàizǔ | Вэнь Чжао-ван 文昭王 Wénzhāowáng                                    | Цифу Чипань 乞伏熾磐 Qǐfú Chìpán      | 412—428                              | - Юнкан (永康 Yǒngkāng) 412—419 - Цзяньхун (建弘 Jiànhóng) 420—428                                                                     |
| отсутствует | Хоу Чжу 後主 Hòu Zhǔ                                                | Цифу Мумо 乞伏暮末 Qǐfú Mùmò          | 428—431                              | - Юнхун (永弘 Yǒnghóng) 428—431 |
| Царство Ся 夏 407—431 |                                                                     |                                       |                                      | |
| Ши-цзу 世祖 Shìzǔ | У Ле-ди 武烈帝 Wǔlièdì                                              | Хэлянь Бобо 赫連勃勃 Hèlián Bóbó      | 407—425                              | - Луншэн (龍升 Lóngshēng) 407—413 - Фэнсян (鳳翔 Fèngxiáng) 413—418 - Чанъу (昌武 Chāngwǔ) 418—419 - Чэньсин (真興 Chēnxīng) 419—425   |
| отсутствует | Цинь-ван 秦王 Qínwáng                                               | Хэлянь Чан 赫連昌 Hèlián Chāng        | 425—428                              | - Чэнгуан (承光 Chéngguāng) 425—428 |
| отсутствует | Пин Юань-ван 平原王 Píngyuánwáng                                    | Хэлянь Дин 赫連定 Hèlián Dìng         | 428—431                              | - Шэнгуан (勝光 Shèngguāng) 428—431 |

### Другие государства периода Пяти варваров
| Посмертное имя (諡號 shìhào) | Личное имя                                                             | Годы правления                               | Эра правления (年號 niánhào) и годы эры                        |
| --- | ---------------------------------------------------------------------- | -------------------------------------------- | -------------------------------------------------------------- |
| Исторически наиболее употребительная форма: личное имя |                                                                        |                                              |                                                                |
| Царство Жань Вэй 冉魏 350—352 (в традиционных источниках именуется царством Вэй) |                                                                        |                                              |                                                                |
| У Дао Тянь-ван 武道天王 Wǔdàotiānwáng | Жань Минь 冉閔 Rǎn Mǐn                                                 | 350—352                                      | - Юнсин (永興 Yǒngxīng) 350—352                                |
| Царство Си (Западная) Янь 西燕 384—394 |                                                                        |                                              |                                                                |
| Вэй-ди 威帝 Wēidì | Мужун Хун 慕容泓 Mùróng Hóng                                           | 384                                          | - Яньсин (燕興 Yànxīng) 384                                    |
| отсутствует | Мужун Чун 慕容沖 Mùróng Chōng                                          | 384—386                                      | - Яньсин (燕興 Yànxīng) 384—385 - Гэнши (更始 Gèngshǐ) 385—386 |
| отсутствует | Дуань Суй 段隨 Duàn Súi                                                | 386                                          | - Чанпин (昌平 Chāngpíng) 386                                  |
| отсутствует | Мужун И 慕容顗 Mùróng Yǐ                                               | 386                                          | - Цзяньмин (建明 Jiànmíng) 386                                 |
| отсутствует | Мужун Яо 慕容瑤 Mùróng Yáo                                             | 386                                          | - Цзяньпин (建平 Jiànpíng) 386                                 |
| отсутствует | Мужун Чжун 慕容忠 Mùróng Zhōng                                         | 386                                          | - Цзяньу (建武 Jiànwǔ) 386                                     |
| отсутствует | Мужун Юн 慕容永 Mùróng Yǒng                                            | 386—394                                      | - Чжунсин (中興 Zhōngxīng) 386—394                             |
| Царство Шу 405—413 |                                                                        |                                              |                                                                |
| Чэн Ду-ван 成都王 Chéngdūwáng | Цяо Цзун 譙縱 Qiáo Zòng                                                | 405—413                                      | отсутствует                                                    |
| Вожди племени Тефу (середина III века-391) |                                                                        |                                              |                                                                |
| отсутствует | Лю Цюйбэй 劉去卑 Liú Qùbēi                                             | середина III века                            | отсутствует                                                    |
| отсутствует | Лю Гаошэнъюань 劉誥升爰 Liú Gàoshēngyuán                               | середина III века — конец III века           | отсутствует                                                    |
| отсутствует | Лю Ху 劉虎 Liú Hǔ                                                      | начало IV века (309?)—341                    | отсутствует                                                    |
| отсутствует | Лю Ухэн 劉務恒 Liú Wùhéng                                              | 341—356                                      | отсутствует                                                    |
| отсутствует | Лю Элоутоу 劉閼陋頭 Liú Èlòutóu                                        | 356—358                                      | отсутствует                                                    |
| отсутствует | Лю Сиуци 劉悉勿祈 Liú Xīwùqí                                           | 358—359                                      | отсутствует                                                    |
| отсутствует | Лю Вэйчэнь 劉衛辰 Liú Wèichén                                          | 359—391                                      | отсутствует                                                    |
| Вожди племени Юйвэнь (конец III века-345) |                                                                        |                                              |                                                                |
| отсутствует | Юйвэнь Мохуай 宇文莫槐 Yǔwén Mòhuái                                    | конец III века—293                           | отсутствует                                                    |
| отсутствует | Юйвэнь Пухуэй 宇文普回 Yǔwén Pǔhúi или Юйвэнь Пубо 宇文普撥 Yǔwén Pǔbō | 293—конец III века                           | отсутствует                                                    |
| отсутствует | Юйвэнь Цюбуцинь 宇文丘不勤 Yǔwén Qiūbùqín                              | конец III века                               | отсутствует                                                    |
| отсутствует | Юйвэнь Могуй 宇文莫圭 Yǔwén Mògūi                                      | конец III века (299?)— начало IV века (302?) | отсутствует                                                    |
| отсутствует | Юйвэнь Сидугуань 宇文悉獨官 Yǔwén Xīdúguān                             | начало IV века                               | отсутствует                                                    |
| отсутствует | Юйвэнь Цидэгуй 宇文乞得歸 Yǔwén Qǐdegūi                                | начало IV века—333                           | отсутствует                                                    |
| отсутствует | Юйвэнь Идоугуй 宇文逸豆歸 Yǔwén Yìdòugūi                               | 333—345                                      | отсутствует                                                    |
| Князья Ляоси 303—338 |                                                                        |                                              |                                                                |
| отсутствует | Дуань Уучэнь 段務勿塵 Duàn Wùwùchén                                    | 303—310 или 311                              | отсутствует                                                    |
| отсутствует | Дуань Цзилуцзюань 段疾陸眷 Duàn Jílùjuàn                               | 310 или311—318                               | отсутствует                                                    |
| отсутствует | Дуань Шэфучэнь 段涉復辰 Duàn Shèfùchén                                 | 318                                          | отсутствует                                                    |
| отсутствует | Дуань Пиди 段匹磾 Duàn Pǐdī                                            | 318—321                                      | отсутствует                                                    |
| отсутствует | Дуань Мопэй 段末柸 Duàn Mòpēi                                          | 318—325                                      | отсутствует                                                    |
| отсутствует | Дуань Я 段牙 Duàn Yá                                                   | 325                                          | отсутствует                                                    |
| отсутствует | Дуань Ляо 段遼 Duàn Liáo                                               | 326—338                                      | отсутствует                                                    |
| Вожди, князья и цари Чоучи, Усина и Иньпина (конец II века — середина VI века (555?)) |                                                                        |                                              |                                                                |
| Первый период Чоучи (конец II века-371) |                                                                        |                                              |                                                                |
| отсутствует | Ян Тэн 楊騰 Yáng Téng                                                  | конец II века — начало III века              | отсутствует                                                    |
| отсутствует | Ян Цзю 楊駒 Yáng Jū                                                    | начало III века                              | отсутствует                                                    |
| отсутствует | Ян Цяньван 楊千萬 Yáng Qiānwàn                                         | начало III века — середина III века          | отсутствует                                                    |
| отсутствует | Ян Фэйлун 楊飛龍 Yáng Fēilóng                                          | середина III века — конец III века           | отсутствует                                                    |
| отсутствует | Ян Маосоу 楊茂搜 Yáng Màosōu                                           | конец III века—317                           | отсутствует                                                    |
| отсутствует | Ян Наньди 楊難敵 Yáng Nándí                                            | 317—334                                      | отсутствует                                                    |
| отсутствует | Ян И 楊毅 Yáng Yì                                                      | 334—337                                      | отсутствует                                                    |
| отсутствует | Ян Чу 楊初 Yáng Chū                                                    | 337—355                                      | отсутствует                                                    |
| отсутствует | Ян Го 楊國 Yáng Guó                                                    | 355—356                                      | отсутствует                                                    |
| отсутствует | Ян Цзюнь 楊俊 Yáng Jùn                                                 | 356—360                                      | отсутствует                                                    |
| отсутствует | Ян Ши 楊世 Yáng Shì                                                    | 360—370                                      | отсутствует                                                    |
| отсутствует | Ян Цуань 楊篡 Yáng Cuàn                                                | 370—371                                      | отсутствует                                                    |
| Второй период Чоучи 385—473 |                                                                        |                                              |                                                                |
| У-ван 武王 Wǔwáng | Ян Дин 楊定 Yáng Dìng                                                  | 385—394                                      | отсутствует                                                    |
| Хуэй Вэнь-ван 惠文王 Hùiwénwáng | Ян Шэн 楊盛 Yáng Shèng                                                 | 394—425                                      | отсутствует                                                    |
| Сяо Чжао-ван 孝昭王 Xiàozhāowáng | Ян Сюань 楊玄 Yáng Xuán                                                | 425—429                                      | отсутствует                                                    |
| отсутствует | Ян Баоцзун 楊保宗 Yáng Bǎozōng                                         | 429 и 443                                    | отсутствует                                                    |
| отсутствует | Ян Наньдан 楊難當 Yáng Nándāng                                         | 429—441                                      | - Цзяньи (建義 Jiànyì) 436—440                                 |
| отсутствует | Ян Баочи 楊保熾 Yáng Bǎochì                                            | 442—443                                      | отсутствует                                                    |
| отсутствует | Ян Вэньдэ 楊文德 Yáng Wéndé                                            | 443—454                                      | отсутствует                                                    |
| отсутствует | Ян Юаньхэ 楊元和 Yáng Yuánhé                                           | 455—466                                      | отсутствует                                                    |
| отсутствует | Ян Сэнсы 楊僧嗣 Yáng Sēngsì                                            | 466—473                                      | отсутствует                                                    |
| Цари Усина (Wuxing) 473—506 и 534—555 |                                                                        |                                              |                                                                |
| отсутствует | Ян Вэньду 楊文度 Yáng Wéndù                                            | 473—477                                      | отсутствует                                                    |
| отсутствует | Ян Вэньхун 楊文弘 Yáng Wénhóng                                         | 477—482                                      | отсутствует                                                    |
| отсутствует | Ян Хоуци 楊後起 Yáng Hòuqǐ                                             | 482—486                                      | отсутствует                                                    |
| Ань-ван 安王 Ānwáng | Ян Цзиши 楊集始 Yáng Jíshǐ                                             | 482—503                                      | отсутствует                                                    |
| отсутствует | Ян Шаосянь 楊紹先 Yáng Shàoxiān                                        | 503—506, 534—535                             | отсутствует                                                    |
| отсутствует | Ян Чжихуэй 楊智慧 Yáng Zhìhùi                                          | 535—545                                      | отсутствует                                                    |
| отсутствует | Ян Бисе 楊辟邪 Yáng Bìxié                                              | 545—553                                      | отсутствует                                                    |
| Примечание: Ян Чжихуэй и Ян Бисе, возможно, одно и то же лицо |                                                                        |                                              |                                                                |
| Цари Иньпина (Yinping) 477 — середина VI века |                                                                        |                                              |                                                                |
| отсутствует | Ян Гуансян 楊廣香 Yáng Guǎngxiāng                                      | 477—483?                                     | отсутствует                                                    |
| отсутствует | Ян Цзюн 楊炯 Yáng Jiǒng                                                | 483—495                                      | отсутствует                                                    |
| отсутствует | Ян Чунцзу 楊崇祖 Yáng Chóngzǔ                                          | 495-до 502                                   | отсутствует                                                    |
| отсутствует | Ян Мэнсунь 楊孟孫 Yáng Mèngsūn                                         | до 502—511                                   | отсутствует                                                    |
| отсутствует | Ян Дин 楊定 Yáng Dìng                                                  | 511- ?                                       | отсутствует                                                    |
| Ханы народа Тоба (табгачей) 219—377 (цари Дай 305?-377) |                                                                        |                                              |                                                                |
| Как известно, род Тоба был правящей династией царства Северная Вэй, основанного Тоба Гуем. Поэтому таблица династии Северная Вэй начинается с него, а не является продолжением данной таблицы. |                                                                        |                                              |                                                                |
| Примечание: Все вожди почитались титулом императоров Вэйшу и Бэйши, которыми они никогда не были. Они обозначены здесь титулом ван 王(Wáng), который унаследовали все преемники Тоба Илу.      |                                                                        |                                              |                                                                |
| Шэнь Юань-ван 神元王 Shényuánwáng | Тоба Ливэй 拓拔力微 Tuòbá Lìwéi                                        | 219—277                                      | отсутствует                                                    |
| Примечание: Его храмовым именем было Ши-цзу (始祖 Shízǔ). Специальный столбец для храмового имени не создавался, поскольку он был единственным вождем до Тоба Гуя, носившим храмовое имя.      |                                                                        |                                              |                                                                |
| Чжан-ван 章王 Zhāngwáng | Тоба Силу 拓拔悉鹿 Tuòbá Xīlù                                          | 277—286                                      | отсутствует                                                    |
| Пин-ван 平王 Píngwáng | Тоба Чо 拓拔綽 Tuòbá Chuò                                              | 286—293                                      | отсутствует                                                    |
| Сы-ван 思王 Sīwáng | Тоба Фу 拓拔弗 Tuòbá Fú                                                | 293—294                                      | отсутствует                                                    |
| Чжао-ван 昭王 Zhāowáng | Тоба Лугуань 拓拔祿官 Tuòbá Lùguān                                     | 294—307                                      | отсутствует                                                    |
| Му-ван 穆王 Mùwáng | Тоба Ито 拓拔猗(㐌 — 拖 без 手) Tuòbá Yītuo                            | 295—305                                      | отсутствует                                                    |
| Му-ван 穆王 Mùwáng | Тоба Илу 拓拔猗盧 Tuòbá Yīlú                                           | 295—316                                      | отсутствует                                                    |
| отсутствует | Тоба Пугэнь 拓拔普根 Tuòbá Pǔgēn                                       | 316                                          | отсутствует                                                    |
| отсутствует | Тоба (без имени) 拓拔? Tuòbá ?                                         | 316                                          | отсутствует                                                    |
| Пин Вэнь-ван 平文王 Píngwénwáng | Тоба Юйлюй 拓拔鬱律 Tuòbá Yùlǜ                                         | 316—321                                      | отсутствует                                                    |
| Хуэй-ван 惠王 Hùiwáng | Тоба Хэжу 拓拔賀傉 Tuòbá Hèrù                                          | 321—325                                      | отсутствует                                                    |
| Ян-ван 煬王 Yángwáng | Тоба Хэна 拓拔紇那 Tuòbá Hénǎ                                          | 325—329 и 335—337                            | отсутствует                                                    |
| Ле-ван 烈王 Lièwáng | Тоба Ихуай 拓拔翳槐 Tuòbá Yìhuái                                       | 329—335 и 337—338                            | отсутствует                                                    |
| Чжао Чэн-ван 昭成王 Zhāochéngwáng | Тоба Шэигянь (Шиицзянь) 拓拔什翼健 Tuòbá Shíyìjiàn                     | 338—377                                      | - Цзяньго (建國 Jiànguó) 338—377                               |

## Северные и Южные Династии
| Посмертное имя | Личное имя                          | Годы правления | Эра правления (年號 niánhào) и годы эры |
| --- | ----------------------------------- | -------------- | --- |
| Северные Династии 北朝 |                                     |                | |
| Династия Бэй (Северная) Вэй 北魏 386—535                                                                                          |                                     |                | |
| Исторически наиболее употребительная форма: Бэй (Северная) Вэй + посмертное имя                                                   |                                     |                | |
| Как известно, род Тоба сменил фамилию на Юань 元(Yuán) в царствование Сяо Вэнь-ди в 496 г., что будет отражено и в данном списке. |                                     |                | |
| Дао У-ди 道武帝 Dàowǔdì | Тоба Гуй 拓拔珪 Tuòbá Gūi           | 386—409        | - Дэнго (登國 Dēngguó) 386—396 - Хуанши (皇始 Huángshǐ) 396—398 - Тяньсин (天興 Tiānxīng) 398—404 - Тяньцы (天賜 Tiāncì) 404—409 |
| Мин Юань-ди 明元帝 Míngyuándì | Тоба Сы 拓拔嗣 Tuòbá Sì             | 409—423        | - Юнсин (永興 Yǒngxīng) 409—413 - Шэньжуй (神瑞 Shénrùi) 414—416 - Тайчан (泰常 Tàicháng) 416—423 |
| Тай У-ди 太武帝 Tàiwǔdì | Тоба Тао 拓拔燾 Tuòbá Táo           | 424—452        | - Шигуан (始光 Shǐguāng) 424—428 - Шэньцзя (神麚 Shénjiā) 428—431 - Яньхэ (延和 Yánhé) 432—434 - Тайянь (太延 Tàiyán) 435—440 - Тайпинчжэньцзюнь (太平真君 Tàipíngzhēnjūn) 440—451 - Чжэнпин (正平 Zhèngpíng) 451—452                           |
| Нань Ань-ван 南安王 Nánānwáng | Тоба Юй 拓拔余 Tuòbá Yú             | 452            | - Юнпин (永平 Yǒngpíng) или Чэнпин (承平 Chéngpíng) 452 |
| Вэнь Чэн-ди 文成帝 Wénchéngdì | Тоба Цзюнь 拓拔濬 Tuòbá Jùn         | 452—465        | - Синъань (興安 Xīngān) 452—454 - Сингуан (興光 Xīngguāng) 454—455 - Тайань (太安 Tàiān) 455—459 - Хэпин (和平 Hépíng) 460—465 |
| Сянь Вэнь-ди 獻文帝 Xiànwéndì | Тоба Хун 拓拔弘 Tuòbá Hóng          | 466—471        | - Тяньань (天安 Tiān'ān) 466—467 - Хуансин (皇興 Huángxīng) 467—471 |
| Сяо Вэнь-ди 孝文帝 Xiàowéndì | Юань Хун 元宏 Yuán Hóng             | 471—499        | - Яньсин (延興 Yánxīng) 471—476 - Чэнмин (承明 Chéngmíng) 476 - Тайхэ (太和 Tàihé) 477—499 |
| Сюань У-ди 宣武帝 Xuānwǔdì | Юань Кэ 元恪 Yuán Kè                | 500—515        | - Цзинмин (景明 Jǐngmíng) 500—503 - Чжэнши (正始 Zhèngshǐ) 504—508 - Юнпин (永平 Yǒngpíng) 508—512 - Яньчан (延昌 Yánchāng) 512—515 |
| Сяо Мин-ди 孝明帝 Xiàomíngdì | Юань Сюй 元詡 Yuán Xǔ               | 516—528        | - Сипин (熙平 Xīpíng) 516—518 - Шэньгуй (神龜 Shéngūi) 518—520 - Чжэнгуан (正光 Zhèngguāng) 520—525 - Сяочан (孝昌 Xiàochāng) 525—527 - Утай (武泰 Wǔtài) 528                                                                                   |
| Сяо Чжуан-ди 孝莊帝 Xiàozhuāngdì                                                                                                  | Юань Цзыю 元子攸 Yuán Ziyōu         | 528—530        | - Цзяньи (建義 Jiànyì) 528 - Юнъань (永安 Yǒng'ān) 528—530 |
| Чан Гуан-ван 長廣王 Chángguǎngwáng или Цзин-ди 敬帝 Jìngdì                                                                        | Юань Е 元曄 Yuán Yè                 | 530—531        | - Цзяньмин (建明 Jiànmíng) 530—531 |
| Цзе Минь-ди 節閔帝 Jiémǐndì | Юань Гун 元恭 Yuán Gōng             | 531—532        | - Путай (普泰 Pǔtài) 531—532 |
| Ань Дин-ван 安定王 Āndìngwáng или Чу-ди 出帝 Chūdì                                                                                | Юань Лан 元朗 Yuán Lǎng             | 531—532        | - Чжунсин (中興 Zhōngxīng) 531—532 |
| Сяо У-ди 孝武帝 Xiāowǔdì | Юань Сю 元脩 Yuán Xiū               | 532—535        | - Тайчан (太昌 Tàichāng) 532 - Юнсин (永興 Yǒngxīng) 532 - Юнси (永熙 Yǒngxī) 532—535 |
| Династия Дун (Восточная) Вэй 東魏 534—550                                                                                         |                                     |                | |
| Исторически наиболее употребительная форма: Дун (Восточная) Вэй + посмертное имя                                                  |                                     |                | |
| Сяо Цзин-ди 孝靜帝 Xiāojìngdì | Юань Шаньцзянь 元善見 Yuán Shànjiàn | 534—550        | - Тяньпин (天平 Tiānpíng) 534—537 - Юаньсян (元象 Yuánxiàng) 538—539 - Синхэ (興和 Xīnghé) 539—542 - Удин (武定 Wǔdìng) 543—550 |
| Династия Бэй (Северная) Ци 北齊 550—577                                                                                           |                                     |                | |
| Исторически наиболее употребительная форма: Бэй (Северная) Ци + посмертное имя                                                    |                                     |                | |
| Вэнь Сюань-ди 文宣帝 Wénxuāndì | Гао Ян 高洋 Gāo Yáng                | 550—559        | - Тяньбао (天保 Tiānbǎo) 550—559 |
| Фэй-ди 廢帝 Fèidì | Гао Инь 高殷 Gāo Yīn                | 560            | - Цяньмин (乾明 Qiānmíng) 560 |
| Сяо Чжао-ди 孝昭帝 Xiāozhāodì | Гао Янь 高演 Gāo Yǎn                | 560—561        | - Хуанцзянь (皇建 Huángjiàn) 560—561 |
| У Чэн-ди 武成帝 Wǔchéngdì | Гао Чжань 高湛 Gāo Zhàn             | 561—565        | - Тайнин (太寧 Tàiníng) 561—562 - Хэцин (河清 Héqīng) 562—565 |
| Хоу Чжу 後主 Hòu Zhǔ | Гао Вэй 高緯 Gāo Wěi                | 565—577        | - Тяньтун (天統 Tiāntǒng) 565—569 - Упин (武平 Wǔpíng) 570—576 - Лунхуа (隆化 Lónghuǎ 576 |
| Ю Чжу 幼主 Yòu Zhǔ | Гао Хэн 高恆 Gāo Héng               | 577            | - Чэнгуан (承光 Chéngguāng) 577 |
| Фань Ян-ван 范陽王 Fànyángwáng | Гао Шаои 高紹義 Gāo Shàoyì          | 577—579?       | отсутствует |
| Династия Си (Западная) Вэй 西魏 535—556                                                                                           |                                     |                | |
| Исторически наиболее употребительная форма: Си (Западная) Вэй + посмертное имя                                                    |                                     |                | |
| Вэнь-ди 文帝 Wéndì | Юань Баоцзюй 元寶炬 Yuán Bǎojù      | 535—551        | - Датун (大統 Dàtǒng) 535—551 |
| Фэй-ди 廢帝 Fèidì | Юань Цинь 元欽 Yuán Qīn             | 552—554        | отсутствует |
| Гун-ди 恭帝 Gōngdì | Юань Ко 元廓 Yuán Kuò               | 554—556        | отсутствует |
| Династия Бэй (Северная) Чжоу 北周 557—581                                                                                         |                                     |                | |
| Исторически наиболее употребительная форма: Бэй (Северная) Чжоу + посмертное имя                                                  |                                     |                | |
| Сяо Минь-ди 孝閔帝 Xiāomǐndì | Юйвэнь Цзюэ 宇文覺 Yǔwén Jué        | 557            | отсутствует |
| Мин-ди 明帝 Míngdì или Сяо Мин-ди 孝明帝 Xiàomíngdì                                                                               | Юйвэнь Юй 宇文毓 Yǔwén Yù           | 557—560        | - Учэн (武成 Wǔchéng) 559—560 |
| У-ди 武帝 Wǔdì | Юйвэнь Юн 宇文邕 Yǔwén Yōng         | 561—578        | - Баодин (保定 Bǎodìng) 561—565 - Тяньхэ (天和 Tiānhé) 566—572 - Цзяньдэ (建德 Jiàndé) 572—578 - Сюаньчжэн (宣政 Xuānzhèng) 578 |
| Сюань-ди 宣帝 Xuāndì | Юйвэнь Юнь 宇文贇 Yǔwén Yūn         | 579            | - Дачэн (大成 Dàchéng) 579 |
| Цзин-ди 靜帝 Jìngdì | Юйвэнь Чань 宇文闡 Yǔwén Chǎn       | 579—581        | - Дасян (大象 Dàxiàng) 579—581 - Дадин (大定 Dàdìng) 581 |
| Южные Династии 南朝 420—589 |                                     |                | |
| Династия Южная Сун 南宋 (420—479)                                                                                                 |                                     |                | |
| Исторически наиболее употребительная форма: Сун + посмертное имя, за исключением Лю Юя, для которого употребляется личное имя.    |                                     |                | |
| У-ди 武帝 Wǔdì | Лю Юй 劉裕 Liǔ Yù                   | 420—422        | - Юнчу (永初 Yǒngchū) 420—422 |
| Шао-ди 少帝 Shàodì | Лю Ифу 劉義符 Liǔ Yìfú              | 423—424        | - Цзинпин (景平 Jǐngpíng) 423—424 |
| Вэнь-ди 文帝 Wéndì | Лю Илун 劉義隆 Liǔ Yìlóng           | 424—453        | - Юаньцзя (元嘉 Yuánjiā) 424—453 |
| Юаньсюн 元兇 Yuánxiōng | Лю Шао 劉劭 Liú Shào                | 453            | - Тай-чу (太初 Tàichū) 453 |
| Сяо У-ди 孝武帝 Xiāowǔdì | Лю Цзюнь 劉駿 Liǔ Jùn               | 454—464        | - Сяоцзянь (元嘉 Xiāojiàn) 454—456 - Дамин (大明 Dàmíng) 457—464 |
| Цянь Фэй-ди 前廢帝 Qiánfèidì | Лю Цзые 劉子業 Liǔ Ziyè             | 465            | - Юнгуан (永光 Yǒngguāng) 465 - Цзинхэ (景和 Jǐnghé) 465 |
| Мин-ди 明帝 Míngdì | Лю Юй 劉彧 Liǔ Yù                   | 465—472        | - Тайши (泰始 Tàishǐ) 465—471 - Тайюй (泰豫 Tàiyù) 472 |
| Хоу Фэй-ди 後廢帝 Hòufèidì или Цан У-ван 蒼梧王 Cāngwúwáng                                                                        | Лю Юй 劉昱 Liǔ Yù                   | 473—477        | - Юаньхуэй (元徽 Yuánhūi) 473—477 |
| Шунь-ди 順帝 Shùndì | Лю Чжунь 劉準 Liǔ Zhǔn              | 477—479        | - Шэнмин (昇明 Shēngmíng) 477—479 |
| Династия Ци 南齊 479—502 |                                     |                | |
| Исторически наиболее употребительная форма: Ци + посмертное имя                                                                   |                                     |                | |
| Гао-ди 高帝 Gāodì | Сяо Даочэн 蕭道成 Xiāo Dàochéng     | 479—482        | - Цзяньюань (建元 Jiànyuán) 479—482 |
| У-ди 武帝 Wǔdì | Сяо Цзэ 蕭賾 Xiāo Zé                | 483—493        | - Юнмин (永明 Yǒngmíng) 483—493 |
| Юй Линь-ван 鬱林王 Yùlínwáng | Сяо Чжаое 蕭昭業 Xiāo Zhāoyè        | 494            | - Лунчан (隆昌 Lóngchāng) 494 |
| Хай Лин-ван 海陵王 Hǎilíngwáng | Сяо Чжаовэнь 蕭昭文 Xiāo Zhāowén    | 494            | - Яньсин (延興 Yánxīng) 494 |
| Мин-ди 明帝 Míngdì | Сяо Луань 蕭鸞 Xiāo Luán            | 494—498        | - Цзяньу (建武 Jiànwǔ) 494—498 - Юнтай (永泰 Yǒngtài) 498 |
| Дун Хунь-хоу 東昏侯 Dōnghūnhóu | Сяо Баоцзюань 蕭寶卷 Xiāo Bǎojuǎn   | 499—501        | - Юнъюань (永元 Yǒngyuán) 499—501 |
| Хэ-ди 和帝 Hédì | Сяо Баожун 蕭寶融 Xiāo Bǎoróng      | 501—502        | - Чжунсин (中興 Zhōngxīng) 501—502 |
| Династия Лян 梁 (502—557) |                                     |                | |
| Исторически наиболее употребительная форма: Лян + посмертное имя                                                                  |                                     |                | |
| У-ди 武帝 Wǔdì | Сяо Янь 蕭衍 Xiāo Yǎn               | 502—549        | - Тяньцзянь (天監 Tiānjiān) 502—519 - Путун (普通 Pǔtōng) 520—527 - Датун (大通 Dàtōng) 527—529 - Чжундатун (中大通 Zhōngdàtōng) 529—534 - Датун (大同 Dàtóng) 535—546 - Чжундатун (中大同 Zhōngdàtóng) 546—547 - Тайцин (太清 Tàiqīng) 547—549 |
| Цзянь Вэнь-ди 簡文帝 Jiǎnwéndì | Сяо Ган 蕭綱 Xiāo Gāng              | 549—551        | - Дабао (大寶 Dàbǎo) 550—551 |
| Юй Чжан-ван 豫章王 Yùzhāngwáng | Сяо Дун 蕭棟 Xiāo Dòng              | 551—552        | - Тяньчжэн (天正 Tiānzhèng) 551—552 |
| Юань-ди 元帝 Yuándì | Сяо И 蕭繹 Xiāo Yì                  | 552—555        | - Чэншэн (承聖 Chéngshèng) 552—555 |
| Чжэнь Ян-хоу 貞陽侯 Zhēnyánghóu                                                                                                   | Сяо Юаньмин 蕭淵明 Xiāo Yuānmíng    | 555            | - Тяньчэн (天成 Tiānchéng) 555 |
| Цзин-ди 敬帝 Jìngdì | Сяо Фанчжи 蕭方智 Xiāo Fāngzhì      | 555—557        | - Шаотай (紹泰 Shàotài) 555—556 - Тайпин (太平 Tàipíng) 556—557 |
| Династия Чэнь 陳 557—589 |                                     |                | |
| Исторически наиболее употребительная форма: Чэнь + посмертное имя                                                                 |                                     |                | |
| У-ди 武帝 Wǔdì | Чэнь Басянь 陳霸先 Chén Bàxiān      | 557—559        | - Юндин (永定 Yǒngdìng) 557—559 |
| Вэнь-ди 文帝 Wéndì | Чэнь Цянь 陳蒨 Chén Qiàn            | 560—566        | - Тяньцзя (天嘉 Tiānjiā) 560—566 - Тянькан (天康 Tiānkāng) 566 |
| Фэй-ди 廢帝 Fèidì | Чэнь Боцзун 陳伯宗 Chén Bózōng      | 567—568        | - Гуанда (光大 Guāngdà) 567—568 |
| Сюань-ди 宣帝 Xuāndì | Чэнь Сюй 陳頊 Chén Xū               | 569—582        | - Тайцзянь (太建 Tàijiàn) 569—582 |
| Хоу Чжу 後主 Hòu Zhǔ | Чэнь Шубао 陳叔寶 Chén Shúbǎo       | 583—589        | - Чжидэ (至德 Zhìdé) 583—586 - Чжэньмин (禎明 Zhēnmíng) 587—589 |

| Храмовое имя (廟號 miàohào) | Посмертное имя (諡號 shìhào)                           | Личное имя             | Годы правления | Эра правления (年號 niánhào) и годы эры |
| --- | ------------------------------------------------------ | ---------------------- | -------------- | --------------------------------------- |
| Исторически наиболее употребительная форма: Нань (Южная) Лян + посмертное имя                                                                    |                                                        |                        |                |                                         |
| Примечание: некоторые историки считают Нань Лян продолжением династии Лян, так как она была основана потомками Сяо, правящего рода династии Лян. |                                                        |                        |                |                                         |
| Чжун-цзун 中宗 Zhōngzōng | Сюань-ди 宣帝 Xuāndì                                   | Сяо Ча 蕭察 Xiāo Chá   | 555—562        | - Дадин (大定 Dàdìng) 555—562           |
| Ши-цзун 世宗 Shìzōng | Сяо Мин-ди 孝明帝 Xiàomíngdì                           | Сяо Куй 蕭巋 Xiāo Kūi  | 562—585        | - Тяньбао (天保 Tiānbǎo) 562—585        |
| отсутствует | Сяо Цзин-ди 孝靜帝 Xiàojìngdì или Цзюй-гун 莒公 Jǔgōng | Сяо Цун 蕭琮 Xiāo Cóng | 585—587        | - Гуанъюнь (廣運 Guǎngyùn) 562—585      |

## Династия Суй
| Посмертное имя                                                     | Личное имя              | Годы правления | Эра летоисчисления и годы эры                                      |
| ------------------------------------------------------------------ | ----------------------- | -------------- | ------------------------------------------------------------------ |
| Исторически наиболее употребительная форма: «Суй» + посмертное имя |                         |                |                                                                    |
| Вэнь-ди 文帝 Wéndì                                                 | Ян Цзянь 楊堅 Yáng Jiān | 581—604        | - Кайхуан (開皇 Kāihuáng) 581—600 - Жэньшоу (仁壽 Rénshòu) 601—604 |
| Ян-ди 煬帝 Yángdì                                                  | Ян Гуан 楊廣 Yáng Guǎng | 605—617        | - Дае (大業 Dàyè) 605—617                                          |
| Гун-ди 恭帝 Gōngdì                                                 | Ян Ю 楊侑 Yáng Yòu      | 617—618        | - Инин (義寧 Yìníng) 617—618                                       |

## Династия Тан
| Храмовое имя                                                            | Личное имя                                  | Годы правления       | Девиз летоисчисления и годы |
| ----------------------------------------------------------------------- | ------------------------------------------- | -------------------- | --- |
| Исторически наиболее употребительна форма Тан + храмовое имя            |                                             |                      | |
| Династия Тан (618—690)                                                  |                                             |                      | |
| Гао-цзу 高祖 Gāozǔ                                                      | Ли Юань 李淵 Lǐ Yuān                        | 618—626              | - Удэ (武德 Wǔdé) 618—626 |
| Тай-цзун 太宗 Tàizōng                                                   | Ли Шиминь 李世民 Lǐ Shìmín                  | 627—649              | - Чжэньгуань (貞觀 Zhēnguān) 627—649 |
| Гао-цзун 高宗 Gāozōng                                                   | Ли Чжи 李治 Lǐ Zhì                          | 650—683              | - Юнхуэй (永徽 Yǒnghūi) 650—655 - Сяньцин (顯慶 Xiǎnqìng) 656—661 - Луншо (龍朔 Lóngshuò) 661—663 - Линьдэ (麟德 Líndé) 664—665 - Цяньфэн (乾封 Qiánfēng) 666—668 - Цзунчжан (總章 Zǒngzhāng) 668—670 - Сяньхэн (咸亨 Xiánhēng) 670—674 - Шанъюань (上元 Shàngyuán) 674—676 - Ифэн (儀鳳 Yífèng) 676—679 - Тяолу (調露 Tiáolù) 679—680 - Юнлун (永隆 Yǒnglóng) 680—681 - Кайяо (開耀 Kāiyào) 681—682 - Юнчунь (永淳 Yǒngchún) 682—683 - Хундао (弘道 Hóngdào) 683 |
| Чжун-цзун 中宗 Zhōngzōng                                                | Ли Сянь 李顯 Lǐ Xiǎn или Ли Чжэ 李哲 Lǐ Zhé | 684 и (705—710)      | - Сышэн (嗣聖 Sìshèng) 684 |
| Жуй-цзун 睿宗 Rùizōng                                                   | Ли Дань 李旦 Lǐ Dàn                         | 684—690 и (710—712)  | - Вэньмин (文明 Wénmíng) 684 - Гуанчжай (光宅 Guāngzhái) 684 - Чуйгун (垂拱 Chúigǒng) 685—688 - Юнчан (永昌 Yǒngchāng) 689 - Цзайчу (載初 Zàichū) 690 |
| Династия Чжоу (690—705)                                                 |                                             |                      | |
| Исторически наиболее употребительна форма семейное имя + посмертное имя |                                             |                      | |
| У Цзэтянь 武則天 Wǔ Zétiān (не является официальным храмовым именем)    | У Хоу 聖神 Shèng Shén                       | 690—705              | - Тяньшоу (天授 Tiānshòu) 690—692 - Жуи (如意 Rúyì) 692 - Чаншоу (長壽 Chángshòu) 692—694 - Яньцзай (延載 Yánzài) 694 - Чжэншэн (證聖 Zhèngshèng) 695 - Тяньцэваньсуй (天冊萬歲 Tiāncèwànsùi) 695—696 - Ваньсуйдэнфэн (萬歲登封 Wànsùidēngfēng) 696 - Ваньсуйтунтян (萬歲通天 Wànsùitōngtiān) 696—697 - Шэньгун (神功 Shéngōng) 697 - Шэнли (聖曆 Shènglì) 698—700 - Цзюши (久視 Jiǔshì) 700 - Дацзюй (大足 Dàjú) 701 - Чанъань (長安 Cháng'ān) 701—705           |
| Продолжение династии Тан (705—907)                                      |                                             |                      | |
| Чжун-цзун (中宗) (второе правление)                                     | Ли Сянь (李顯) или Ли Чжэ (李哲)            | (и 684) 705—710      | - Шэньлун (神龍Shénlóng) 705—707 - Цзинлун (景龍Jǐnglóng) 707—710 |
| посмертное имя Шао-ди 殤帝 Shàodì                                       | Ли Чунмао 李重茂 Lǐ Chóngmào                | 710                  | - Тайлун (唐隆 Tánglóng) 710 |
| Жуй-цзун 睿宗 Rùizōng                                                   | Ли Дань 李旦 Lǐ Dàn                         | (и 684—690), 710—712 | - Цзинъюнь (景雲Jǐngyún) 710—711 - Тайцзи (太極Tàijí) 712 - Яньхэ (延和Yánhé) 712 |
| Сюань-цзун 玄宗 Xuánzōng                                                | Ли Лунцзи 李隆基 Lǐ Lóngjī                  | 712—756              | - Сяньтянь (先天 Xiāntiān) 712—713 - Кайюань (開元 Kāiyuán) 713—741 - Тяньбао (天寶 Tiānbǎo) 742—756 |
| Су-цзун 肅宗 Sùzōng                                                     | Ли Хэн 李亨 Lǐ Hēng                         | 756—762              | - Чжидэ (至德 Zhìdé) 756—758 - Цяньюань (乾元 Qiányuán) 758—760 - Шанъюань (上元 Shàngyuán) 760—761 |
| Дай-цзун 代宗 Dàizōng                                                   | Ли Ю 李豫 Lǐ Yù                             | 762—779              | - Баоин (寶應 Bǎoyìng) 762—763 - Гуандэ (廣德 Guǎngdé) 763—764 - Юнтай (永泰 Yǒngtài) 765—766 - Дали (大曆 Dàlì) 766—779 |
| Дэ-цзун 德宗 Dézōng                                                     | Ли Ко 李适 Lǐ Guā                           | 780—805              | - Цзяньчжун (建中 Jiànzhōng) 780—783 - Синъюань (興元 Xīngyuán) 784 - Чжэньюань (貞元 Zhēnyuán) 785—805 |
| Шунь-цзун 順宗 Shùnzōng                                                 | Ли Сун 李誦 Lǐ Sòng                         | 805                  | - Юнчжэнь (永貞 Yǒngzhēn) 805 |
| Сянь-цзун 憲宗 Xiànzōng                                                 | Ли Чунь 李純 Lǐ Chún                        | 806—820              | - Юаньхэ (元和 Yuánhé) 806—820 |
| Му-цзун 穆宗 Mùzōng                                                     | Ли Хэн 李恆 Lǐ Héng                         | 821—824              | - Чанцин (長慶 Chángqìng) 821—824 |
| Цзин-цзун 敬宗 Jìngzōng                                                 | Ли Чжань 李湛 Lǐ Zhàn                       | 824—826              | - Баоли (寶曆 Bǎolì) 824—826 |
| Вэнь-цзун 文宗 Wénzōng                                                  | Ли Ан 李昂 Lǐ Áng                           | 826—840              | - Баоли (寶曆 Bǎolì) 826 - Дахэ (大和 Dàhé) или Тайхэ (Tàihé 太和) 827—835 - Кайчэн (開成 Kāichéng) 836—840 |
| У-цзун 武宗 Wǔzōng                                                      | Ли Янь 李炎 Lǐ Yán                          | 840—846              | - Хуэйчан (會昌 Hùichāng) 841—846 |
| Сюань-цзун 宣宗 Xuānzōng                                                | Ли Чэнь 李忱 Lǐ Chén                        | 846—859              | - Дачун (大中 Dàchōng) 847—859 |
| И-цзун 懿宗 Yìzōng                                                      | Ли Цуй 李漼 Lǐ Cǔi                          | 859—873              | - Дачун (大中 Dàchōng) 859 - Сяньтун (咸通 Xiántōng) 860—873 |
| Си-цзун 僖宗 Xīzōng                                                     | Ли Сюань 李儇 Lǐ Xuān                       | 873—888              | - Сяньтун (咸通 Xiántōng) 873—874 - Цяньфу (乾符 Qiánfú) 874—879 - Гуанмин (廣明 Guǎngmíng) 880—881 - Чжунхэ (中和 Zhōnghé) 881—885 - Гуанци (光啟 Guāngqǐ) 885—888 - Вэньдэ (文德 Wéndé) 888 |
| Чжао-цзун 昭宗 Zhāozōng                                                 | Ли Е 李曄 Lǐ Yè                             | 888—904              | - Лунцзи (龍紀 Lóngjì) 889 - Дашунь (大順 Dàshùn) 890—891 - Цзинфу (景福 Jǐngfú) 892—893 - Цяньнин (乾寧 Qiánníng) 894—898 - Гуанхуа (光化 Guānghuà) 898—901 - Тяньфу (天復 Tiānfù) 901—904 - Тянью (天佑 Tiānyòu) 904 |
| посмертное имя Ай-ди 哀帝 Āidì или Чжао Сюань-ди 昭宣帝 Zhāoxuāndì      | Ли Чжу 李柷 Lǐ Zhù                          | 904—907              | - Тянью (天佑 Tiānyòu) 904—907 |

## Пять династий и десять царств
| Храмовое имя (廟號 miàohào) | Посмертное имя (諡號 shìhào)               | Личное имя                                         | Годы правления | Эра летоисчисления (年號 niánhào) и годы эры |
| --- | ------------------------------------------ | -------------------------------------------------- | -------------- | --- |
| Пять династий |                                            |                                                    |                | |
| Исторически наиболее употребительна форма: имя династии + храмовое имя или посмертное имя                                                                  |                                            |                                                    |                | |
| Династия Хоу (Поздняя) Лян 後梁 907—923 |                                            |                                                    |                | |
| Тай-цзу 太祖 Tàizǔ | слишком сложно, не употребляется           | Чжу Вэнь 朱溫 Zhū Wēn                              | 907—912        | - Кайпин (開平 Kāipíng) 907—911 - Цяньхуа (乾化 Qiánhuà) 911—912 |
| отсутствует | Мо-ди 末帝 Mòdì                            | Чжу Чжэнь 朱瑱 Zhū Zhèn                            | 913—923        | - Цяньхуа (乾化 Qiánhuà) 913—915 - Чжэнмин (貞明 Zhēnmíng) 915—921 - Лундэ (龍德 Lóngdé) 921—923                                                                                      |
| Династия Хоу (Поздняя) Тан 後唐 923—936 |                                            |                                                    |                | |
| Чжуан-цзун 莊宗 Zhuāngzōng | слишком сложно, не употребляется           | Ли Цуньсю 李存勗 Lǐ Cúnxù                          | 923—926        | - Тунгуан (同光 Tóngguāng) 923—926 |
| Мин-цзун 明宗 Míngzōng | слишком сложно, не употребляется           | Ли Сыюань 李嗣源 Lǐ Sìyuán или Ли Дань 李亶 Lǐ Dǎn | 926—933        | - Тяньчэн (天成 Tiānchéng) 926—930 - Чансин (長興 Chángxīng) 930—933 |
| отсутствует | Минь-ди 節閔帝 Mǐndì                       | Ли Цунхоу 李從厚 Lǐ Cónghòu                        | 933—934        | - Иншунь (應順 Yìngshùn) 913—915 |
| отсутствует | Мо-ди 末帝 Mòdì                            | Ли Цункэ 李從珂 Lǐ Cóngkē                          | 934—936        | - Цинтай (清泰 Qīngtài) 934—936 |
| Династия Хоу (Поздняя) Цзинь 後晉 936—947 |                                            |                                                    |                | |
| Гао-цзу 高祖 Gāozǔ | слишком сложно, не употребляется           | Ши Цзинтан 石敬瑭 Shì Jìngtáng                     | 936—942        | - Тяньфу (天福 Tiānfú) 936—942 |
| отсутствует | Чу-ди 出帝 Chūdì                           | Ши Чунгуй 石重貴 Shì Chónggùi                      | 942—947        | - Тяньфу (天福 Tiānfú) 942—944 - Кайюнь (開運 Kāiyùn) 944—947 |
| Династия Хоу (Поздняя) Хань 後漢 947—950 |                                            |                                                    |                | |
| Гао-цзу 高祖 Gāozǔ | слишком сложно, не употребляется           | Лю Чжиюань 劉知遠 Liǔ Zhīyuǎn                      | 947—948        | - Тяньфу (天福 Tiānfú) 947 - Цянью (乾祐 Qiányòu) 948 |
| отсутствует | Инь-ди 隱帝 Yǐndì                          | Лю Чэнъю 劉承祐 Liǔ Chéngyòu                       | 948—950        | - Цянью (乾祐 Qiányòu) 948—950 |
| Династия Хоу (Поздняя) Чжоу 後周 951—960 |                                            |                                                    |                | |
| Тай-цзу 太祖 Tàizǔ | слишком сложно, не употребляется           | Го Вэй 郭威 Guō Wēi                                | 951—954        | - Гуаншунь (廣順 Guǎngshùn) 951—954 - Сяньдэ (顯德 Xiǎndé) 954 |
| Ши-цзун 世宗 Shìzōng | слишком сложно, не употребляется           | Чай Жун 柴榮 Chái Róng                             | 954—959        | - Сяньдэ (顯德 Xiǎndé) 954—959 |
| отсутствует | Гун-ди 恭帝 Gōngdì                         | Чай Цзунсюнь 柴宗訓 Chái Zōngxùn                   | 959—960        | - Сяньдэ (顯德 Xiǎndé) 959—960 |
| Десять царств |                                            |                                                    |                | |
| Исторически наиболее употребительна форма: личное имя, если не указано другое                                                                              |                                            |                                                    |                | |
| Царство У Юэ 吳越 904—978 |                                            |                                                    |                | |
| Тай-цзу 太祖 Tàizǔ | У Су-ван 武肅王 Wǔsùwáng                   | Цянь Лю 錢鏐 Qián Liú                              | 904—932        | - Тяньбао (天寶 Tiānbǎo) 908—923 - Баода (寶大 Bǎodà) 923—925 - Баочжэн (寶正 Bǎozhèng) 925—932                                                                                       |
| Ши-цзун 世宗 Shìzōng | Вэнь Му-ван 文穆王 Wénmùwáng               | Цянь Юаньгуань 錢元瓘 Qián Yuánguàn                | 932—941        | отсутствует |
| Чэн-цзун 成宗 Chéngzōng | Чжун Сянь-ван 忠獻王 Zhōngxiànwáng         | Цянь Цзо 錢佐 Qián Zuǒ                             | 941—947        | отсутствует |
| отсутствует | Чжун Сюнь-ван 忠遜王 Zhōngxùnwáng          | Цянь Цзун 錢倧 Qián Zōng                           | 947            | отсутствует |
| отсутствует | Чжун И-ван 忠懿王 Zhōngyìwáng              | Цянь Чу 錢俶 Qián Chù                              | 947—978        | отсутствует |
| Царство Минь 閩 909—945, включая царство Инь 殷 943—945 |                                            |                                                    |                | |
| Тай-цзу 太祖 Tàizǔ | Чжун И-ван 忠懿王 Zhōngyìwáng              | Ван Шэньчжи 王審知 Wáng Shěnzhī                    | 909—925        | отсутствует |
| отсутствует | отсутствует                                | Ван Яньхань 王延翰 Wáng Yánhàn                     | 925—926        | отсутствует |
| Тай-цзун 太宗 Tàizōng | Хуэй-ди 惠帝 Hùidì                         | Ван Яньцзюнь 王延鈞 Wáng Yánjūn                    | 926—935        | - Лунци (龍啟 Lóngqǐ) 933—935 - Юнхэ (永和 Yǒnghé) 935 |
| Кан-цзун 康宗 Kāngzōng | слишком сложно, не употребляется           | Ван Цзипэн 王繼鵬 Wáng Jìpéng                      | 935—939        | - Тунвэнь (通文 Tōngwén) 936—939 |
| Цзин Цзун 景宗 Jǐngzōng | слишком сложно, не употребляется           | Ван Яньси 王延羲 Wáng Yánxī                        | 939—944        | - Юнлун (永隆 Yǒnglóng) 939—944 |
| отсутствует | Тянь Дэ-ди 天德帝 Tiāndédì (император Инь) | Ван Яньчжэн 王延政 Wáng Yánzhèng                   | 943—945        | - Тяньдэ (天德 Tiāndé) 943—945 |
| Царство Цзиннань 荊南 (Наньпин 南平) 906—963 |                                            |                                                    |                | |
| отсутствует | У Синь-ван 武信王 Wǔxìnwáng                | Гао Цзисин 高季興 Gāo Jìxīng                       | 909—928        | отсутствует |
| отсутствует | Вэнь Сянь-ван 文獻王 Wénxìnwáng            | Гао Цунхуэй 高從誨 Gāo Cōnghùi                     | 928—948        | отсутствует |
| отсутствует | Чжэнь И-ван 貞懿王 Zhēnyìwáng              | Гао Баожун 高寶融 Gāo Bǎoróng                      | 948—960        | отсутствует |
| отсутствует | Ши Чжун 侍中 Shì Zhōng                     | Гоа Баосюй 高寶勗 Gāo Bǎoxù                        | 960—962        | отсутствует |
| отсутствует | отсутствует                                | Гао Цзичун 高繼沖 Gāo Jìchōng                      | 962—963        | отсутствует |
| Царство Чу 楚 897—951 |                                            |                                                    |                | |
| отсутствует | У Мо-ван 武穆王 Wǔmòwáng                   | Ма Инь 馬殷 Mǎ Yīn                                 | 897—930        | отсутствует |
| отсутствует | Хэн Ян-ван 衡陽王 Héngyángwáng             | Ма Сишэн 馬希聲 Mǎ Xīshēng                         | 930—932        | отсутствует |
| отсутствует | Вэнь Чжао-ван 文昭王 Wénzhāowáng           | Ма Сифань 馬希範 Mǎ Xīfàn                          | 932—947        | отсутствует |
| отсутствует | Фэй-ван 廢王 Fèiwáng                       | Ма Сигуан 馬希廣 Mǎ Xīguǎng                        | 947—950        | отсутствует |
| отсутствует | Гун Сяо-ван 恭孝王 Gōngxiàowáng            | Ма Сиэ 馬希萼 Mǎ Xīè                               | 950            | отсутствует |
| отсутствует | отсутствует                                | Ма Сичун 馬希崇 Mǎ Xīchóng                         | 950—951        | отсутствует |
| Царство У 吳 904—937 |                                            |                                                    |                | |
| Тай-цзу 太祖 Tàizǔ | Сяо У-ди 孝武帝 Xiàowǔdì                   | Ян Синми 楊行密 Yáng Xíngmì                        | 904—905        | - Тянью (天祐 Tiānyòu) 904—905 |
| Ле-цзун 烈宗 Lièzōng | Цзин-ди 景帝 Jǐngdì                        | Ян Во 楊渥 Yáng Wò                                 | 905—908        | - Тянью (天祐 Tiānyòu) 905—908 |
| Гао-цзу 高祖 Gāozǔ | Сюань-ди 宣帝 Xuāndì                       | Ян Лунъянь 楊隆演 Yáng Lóngyǎn                     | 908—921        | - Тянью (天祐 Tiānyòu) 908—919 - Уи (武義 Wǔyì) 919—921 |
| отсутствует | Жуй-ди 睿帝 Rùidì                          | Ян Пу 楊溥 Yáng Pǔ                                 | 921—937        | - Шуньи (順義 Shùnyì) 921—927 - Цяньчжэнь (乾貞 Qiánzhēn) 927—929 - Дахэ (大和 Dàhé) 929—935 - Тяньцзо (天祚 Tiānzuò) 935—937                                                         |
| Царство Нань (Южная) Тан 南唐 937—975 |                                            |                                                    |                | |
| Исторически наиболее употребительна форма только для этого царства : Нань (Южная) Тан + посмертное имя. Хоу Чжу именовался Ли Хоу Чжу (李後主 Lǐ Hòu Zhǔ). |                                            |                                                    |                | |
| Сянь Чжу 先主 Xiān Zhǔ или Ле-цзу 烈祖 Lièzǔ | слишком сложно, не употребляется           | Ли Бянь 李昪 Lǐ Biàn                               | 937—943        | - Шэнъюань (昇元 Shēngyuán) 937—943 |
| Чжун Чжу 中主 Zhōng Zhǔ или Юань-цзун 元宗 Yuánzōng | слишком сложно, не употребляется           | Ли Цзин 李璟 Lǐ Jǐng                               | 943—961        | - Баода (保大 Bǎodà) 943—958 - Цзяотай (交泰 Jiāotài) 958 - Чжунсин (中興 Zhōngxīng) 958                                                                                              |
| Хоу Чжу (後主 Hòu Zhǔ) | У-ван 武王 Wǔwáng                          | Ли Юй 李煜 Lǐ Yù                                   | 961—975        | отсутствует |
| Царство Нань (Южная) Хань 南漢 917—971 |                                            |                                                    |                | |
| Гао-цзу 高祖 Gāozǔ | Тянь Хуан Да-ди 天皇大帝 Tiānhuángdàdì     | Лю Янь 劉巖 Liǔ Yán или Лю Янь 劉龑 Liǔ Yǎn        | 917—925        | - Цяньхэн (乾亨 Qiánhēng) 917—925 - Байлун (白龍 Báilóng) 925—928 - Даю (大有 Dàyǒu) 928—941                                                                                          |
| отсутствует | Шан-ди 殤帝 Shāngdì                        | Лю Фэнь 劉玢 Liǔ Fēn                               | 941—943        | - Гуантянь (光天 Guāngtiān) 941—943 |
| Чжун-цзун 中宗 Zhōngzōng | слишком сложно, не употребляется           | Лю Чэн 劉晟 Liǔ Chéng                              | 943—958        | - Инцянь (應乾 Yìngqián) 943 - Цяньхэ (乾和 Qiànhé) 943—958 |
| Хоу Чжу 後主 Hòu Zhǔ | отсутствует                                | Лю Чан 劉鋹 Liǔ Chǎng                              | 958—971        | - Дабао (大寶 Dàbǎo) 958—971 |
| Царство Бэй (Северная) Хань 北漢 951—979 |                                            |                                                    |                | |
| Ши-цзу 世祖 Shìzǔ | Шэнь У-ди 神武帝 Shénwǔdì                  | Лю Минь 劉旻 Liǔ Mín                               | 951—954        | - Цянью (乾祐 Qiányòu) 951—954 |
| Жуй-цзун 睿宗 Rùizōng | Сяо Хэ-ди 孝和帝 Xiàohédì                  | Лю Чэнцзюнь 劉承鈞 Liǔ Chéngjūn                    | 954—970        | - Цянью (乾祐 Qiányòu) 954—957 - Тяньхуэй (天會 Tiānhùi) 957—970 |
| Шао Чжу 少主 Shào Zhǔ | отсутствует                                | Лю Цзиэнь 劉繼恩 Liǔ Jìēn                          | 970            | отсутствует |
| отсутствует | Ин У-ди 英武帝 Yīngwǔdì                    | Лю Цзиюань 劉繼元 Liǔ Jìyuán                       | 970—982        | - Гуанъюнь (廣運 Guǎngyùn) 970—982 |
| Царство Цянь (Ранняя) Шу 前蜀 907—925 |                                            |                                                    |                | |
| Гао-цзу 高祖 Gāozǔ | слишком сложно, не употребляется           | Ван Цзянь 王建 Wáng Jiàn                           | 907—918        | - Тяньфу (天復 Tiānfù) 907 - Учэн (武成 Wǔchéng) 908—910 - Юнпин (永平 Yǒngpíng) 911—915 - Тунчжэн (通正 Tōngzhèng) 916 - Тяньхань (天漢 Tiānhàn) 917 - Гуантянь (光天 Guāngtiān) 918 |
| Хоу Чжу 後主 Hòu Zhǔ | отсутствует                                | Ван Янь 王衍 Wáng Yǎn                              | 918—925        | - Цяньдэ (乾德 Qiándé) 918—925 - Сянькан (咸康 Xiánkāng) 925 |
| Царство Хоу (Поздняя) Шу 後蜀 934—965 |                                            |                                                    |                | |
| Гао-цзу 祖祖 Gāozǔ | слишком сложно, не употребляется           | Мэн Чжисян 孟知祥 Mèng Zhīxiáng                    | 934            | - Миндэ (明德 Míngdé) 934 |
| Хоу Чжу 後主 Hòu Zhǔ | отсутствует                                | Мэн Чан 孟昶 Mèng Chǎng                            | 938—965        | - Миндэ (明德 Míngdé) 934—938 - Гуанчжэн (廣政 Guǎngzhèng) 938—965 |

### Независимые режимы периода Десяти царств
| Упинское и Хунаньское наместничество (節度jiédù) (подобие фем в Византийской империи) 950—963 |                                                             |         |
| Цзедуши (военный губернатор) Упина 武平節度使 Wǔpíng jiédùshǐ                                 | Лю Янь 劉言 Liǔ Yán                                         | 950—953 |
| Цзедуши (военный губернатор) Упина 武平節度使 Wǔpíng jiédùshǐ                                 | Ван Куй или Ван Цзинькуй 王逵 Wáng Kúi / 王進逵 Wáng Jìnkúi | 953—956 |
| Цзедуши (военный губернатор) Хунани 湖南節度使 Húnán jiédùshǐ                                 | Чжоу Синфэн 周行逢 Zhōu Xíngféng                            | 956—962 |
| Цзедуши (военный губернатор) Хунани 湖南節度使 Húnán jiédùshǐ                                 | Чжоу Баоцюань 周保權 Zhōu Bǎoquán                           | 962—963 |
| Цюаньчжанское наместничество (節度jiédù) (подобие фем в Византийской империи) 945—978         |                                                             |         |
| Дучжихуэйши (главный командир) Цюаньчжана 泉漳都指揮使 Quánzhāng dūzhǐhūishǐ                  | Лю Цунсяо 留從效 Liú Cóngxiào                               | 945—962 |
| Люшоу (наместник) Цюаньчжана 泉漳留守 Quánzhāng liúshǒu                                       | Лю Шаоцзы 留紹鎡 Liú Shàozī                                 | 962     |
| Цзедуши (военный губернатор) Цюаньчжана 泉漳節度使 Quánzhāng jiédùshǐ                         | Чжан Ханьсы 張漢思 Zhāng Hànsī                              | 962—963 |
| Цзедуши (военный губернатор) Цюаньчжана 泉漳節度使 Quánzhāng jiédùshǐ                         | Чэнь Хунцзинь 陳洪進 Chén Hóngjìn                           | 963—978 |

## Династия Ляо
| Храмовое имя (廟號 miàohào)                                                                                             | Посмертное имя (諡號 shìhào)     | Личное имя                                    | Годы правления | Эра правления (年號 niánhào) и годы эры |
| --- | -------------------------------- | --------------------------------------------- | -------------- | --- |
| Исторически наиболее употребительна форма: «Ляо» + храмовое имя, за исключением Ляо Тяньцзо-ди («Ляо» + посмертное имя) |                                  |                                               |                | |
| Тай-цзу (太祖 Tàizǔ) | слишком сложно, не употребляется | Елюй Абуги (Абаоцзи) (耶律阿保機 Yēlǜ Ābǎojī) | 907—926        | - Шэньцэ (神冊 Shéncè) 916—922 - Тяньцзань (天贊 Tiānzàn) 922—926 - Тяньсянь (天顯 Tiānxiǎn) 926 |
| Тай-цзун (太宗 Tàizōng)                                                                                                 | слишком сложно, не употребляется | Елюй Дэгуан (耶律德光 Yēlǜ Déguāng)           | 926—947        | - Тяньсянь (天顯 Tiānxiǎn) 927—938 - Хуэйтун (會同 Huìtóng) 938—947 - Датун (大同 Dàtóng) 947 |
| Ши-цзун (世宗 Shìzōng)                                                                                                  | слишком сложно, не употребляется | Елюй Жуань (耶律阮 Yēlǜ Ruǎn)                 | 947—951        | - Тяньлу (天祿 Tiānlù) 947—951 |
| Му-цзун (穆宗 Mùzōng)                                                                                                   | слишком сложно, не употребляется | Елюй Цзин (耶律璟 Yēlǜ Jǐng)                  | 951—969        | - Инли (應曆 Yìnglì) 951—969 |
| Цзин-цзун (景宗 Jǐngzōng)                                                                                               | слишком сложно, не употребляется | Елюй Сянь (耶律賢 Yēlǜ Xián)                  | 969—982        | - Баонин (保寧 Bǎoníng) 969—979 - Цяньхэн (乾亨 Qiánhēng) 979—982 |
| Шэн-цзун (聖宗 Shèngzōng)                                                                                               | слишком сложно, не употребляется | Елюй Лунсюй (耶律隆緒 Yēlǜ Lóngxù)            | 982—1031       | - Цяньхэн (乾亨 Qiánhēng) 982 - Тунхэ (統和 Tǒnghé) 983—1012 - Кайтай (開泰 Kāitài) 1012—1021 - Тайпин (太平 Tàipíng) 1021—1031                                                                                               |
| Син-цзун (興宗 Xīngzōng)                                                                                                | слишком сложно, не употребляется | Елюй Цзунчжэнь (耶律宗真 Yēlǜ Zōngzhēn)       | 1031—1055      | - Цзинфу (景福 Jǐngfú) 1031—1032 - Чунси (重熙 Chóngxī) 1032—1055 |
| Дао-цзун (道宗 Dàozōng)                                                                                                 | слишком сложно, не употребляется | Елюй Хунцзи (耶律洪基 Yēlǜ Hóngjī)            | 1055—1101      | - Циннин (清寧 Qīngníng) 1055—1064 - Сяньюн (咸雍 Xiányōng) 1065—1074 - Тайкан (太康 Tàikāng) 1075—1084 или Дакан (大康 Dàkāng) - Даань (大安 Dà'ān) 1085—1094 - Шоучан (壽昌 Shòuchāng) 1095—1101 или Шоулун (壽隆 Shòulóng) |
| отсутствует | Тяньцзо-ди (天祚帝 Tiānzuòdì)    | Елюй Яньси (耶律延禧 Yēlǜ Yánxǐ)              | 1101—1125      | - Цяньтун (乾統 Qiántǒng) 1101—1110 - Тяньцин (天慶 Tiānqìng) 1111—1120 - Баода (保大 Bǎodà) 1121—1125 |

## Династия Сун
| Храмовое имя                                                                          | Посмертное имя                            | Имя при рождении                                                    | Годы жизни | Годы правления | Девиз правления и годы |
| ------------------------------------------------------------------------------------- | ----------------------------------------- | ------------------------------------------------------------------- | ---------- | -------------- | --- |
| Исторически наиболее употребительна форма 宋帝昺 (Сун) + храмовое или посмертное имя. |                                           |                                                                     |            |                | |
| Северная Сун (960—1127)                                                               |                                           |                                                                     |            |                | |
| Тай-цзу 太祖 Tàizǔ                                                                    | Да Сяо-хуанди 大孝皇帝 Dàxiàohuángdì      | Чжао Куанъинь 趙匡胤 Zhào Kuāngyìn                                  | 927—976    | 960—976        | - Цзяньлун (建隆 Jiànlóng) 960—963 - Цяньдэ (乾德 Qiándé) 963—968 - Кайбао (開寶 Kāibǎo) 968—976 |
| Тай-цзун 太宗 Tàizōng                                                                 | Гуан Сяо-хуанди 廣孝皇帝 Guǎngxiàohuángdì | Чжао Куанъи 趙匡義 Zhào Kuāngyì или Чжао Гуанъи 趙光義 Zhào Guāngyì | 939—997    | 976—997        | - Тайпин Синго (太平興國 Tàipíngxīngguó) 976—984 - Юнси (雍熙 Yōngxī) 984—987 - Дуаньгун (端拱 Duāngǒng) 988—989 - Чуньхуа (淳化 Chúnhuà) 990—994 - Чжидао (至道 Zhìdào) 995—997 |
| Чжэнь-цзун 真宗 Zhēnzōng                                                              | Юань Сяо-хуанди 元孝皇帝 Yuánxiàohuángdì  | Чжао Хэн 趙恆 Zhào Héng                                             | 968—1022   | 997—1022       | - Сяньпин (咸平 Xiánpíng) 998—1003 - Цзиндэ (景德 Jǐngdé) 1004—1007 - Дачжунсянфу (大中祥符 Dàzhōngxiángfú) 1008—1016 - Тяньси (天禧 Tiānxǐ) 1017—1021 - Цяньсин (乾興 Qiánxīng) 1022 |
| Жэнь-цзун 仁宗 Rénzōng                                                                | Мин Сяо-хуанди 明孝皇帝 Míngxiàohuángdì   | Чжао Чжэнь 趙禎 Zhào Zhēn                                           | 1010—1063  | 1022—1063      | - Тяньшэн (天聖 Tiānshèng) 1023—1032 - Миндао (明道 Míngdào) 1032—1033 - Цзинъю (景祐 Jǐngyòu) 1034—1038 - Баоюань (寶元 Bǎoyuán) 1038—1040 - Кандин (康定 Kāngdìng) 1040—1041 - Цинли (慶曆 Qìnglì) 1041—1048 - Хуанъю (皇祐 Huángyòu) 1049—1054 - Чжихэ (至和 Zhìhé) 1054—1056 - Цзяю (嘉祐 Jiāyòu) 1056—1063 |
| Ин-цзун 英宗 Yīngzōng                                                                 | Сюань Сяо-хуанди 宣孝皇帝 Xuānxiàohuángdì | Чжао Шу 趙曙 Zhào Shù                                               | 1032—1067  | 1063—1067      | - Чжипин (治平 Zhìpíng) 1064—1067 |
| Шэнь-цзун 神宗 Shénzōng                                                               | Шэн Сяо-хуанди 聖孝皇帝 Shèngxiàohuángdì  | Чжао Сюй 趙頊 Zhào Xū                                               | 1048—1085  | 1067—1085      | - Синин (熙寧 Xīníng) 1068—1077 - Юаньфэн (元豐 Yuánfēng) 1078—1085 |
| Чжэ-цзун 哲宗 Zhézōng                                                                 | Чжао Сяо-хуанди 昭孝皇帝 Zhāoxiàohuángdì  | Чжао Сюй 趙煦 Zhào Xǔ                                               | 1077—1100  | 1085—1100      | - Юанью (元祐 Yuányòu) 1086—1094 - Шаошэн (紹聖 Shàoshèng) 1094—1098 - Юаньфу (元符 Yuánfú) 1098—1100 |
| Хуэй-цзун 徽宗 Huīzōng                                                                | Сянь Сяо-хуанди 顯孝皇帝 Xiǎnxiàohuángdì  | Чжао Цзи 趙佶 Zhào Jí                                               | 1082—1135  | 1100—1125      | - Цзяньчжунцзинго (建中靖國 Jiànzhōngjìngguó) 1101 - Чуннин (崇寧 Chóngníng) 1102—1106 - Дагуань (大觀 Dàguān) 1107—1110 - Чжэнхэ (政和 Zhènghé) 1111—1118 - Чунхэ (重和 Chónghé) 1118—1119 - Сюаньхэ (宣和 Xuānhé) 1119—1125                                                                                   |
| Цинь-цзун 欽宗 Qīnzōng                                                                | Жэнь Сяо-хуанди 仁孝皇帝 Rénxiàohuángdì   | Чжао Хуань 趙桓 Zhào Huán                                           | 1100—1161  | 1125—1127      | - Цзинкан (靖康 Jìngkāng) 1125—1127 |
| Южная Сун (1127—1279)                                                                 |                                           |                                                                     |            |                | |
| Гао-цзун 高宗 Gāozōng                                                                 | Сянь Сяо-хуанди 憲孝皇帝 Xiànxiàohuángdì  | Чжао Гоу 趙構 Zhào Gòu                                              | 1107—1187  | 1127—1162      | - Цзинъянь (建炎 Jiànyán) 1127—1130 - Шаосин (紹興 Shàoxīng) 1131—1162 |
| Сяо-цзун 孝宗 Xiàozōng                                                                | Чэн Сяо-хуанди 成孝皇帝 Chéngxiàohuángdì  | Чжао Шэнь 趙昚 Zhào Shèn                                            | 1127—1194  | 1162—1189      | - Лунсин (隆興 Lóngxīng) 1163—1164 - Цяньдао (乾道 Qiándào) 1165—1173 - Чуньси (淳熙 Chúnxī) 1174—1189 |
| Гуан-цзун 光宗 Guāngzōng                                                              | Цы Сяо-хуанди 慈孝皇帝 Cíxiàohuángdì      | Чжао Дунь 趙惇 Zhào Dūn                                             | —1200      | 1189—1194      | - Шаоси (紹熙 Shàoxī) 1190—1194 |
| Нин-цзун 寧宗 Níngzōng                                                                | Гун Сяо-хуанди 恭孝皇帝 Gōngxiàohuángdì   | Чжао Ко 趙擴 Zháo Kuò                                               | 1168—1224  | 1194—1224      | - Цинъюань (慶元 Qìngyuán) 1195—1200 - Цзятай (嘉泰 Jiātài) 1201—1204 - Кайси (開禧 Kāixǐ) 1205—1207 - Цзядин (嘉定 Jiādìng) 1208—1224 |
| Ли-цзун 理宗 Lǐzōng                                                                   | Ань Сяо-хуанди 安孝皇帝 Ānxiàohuángdì     | Чжао Юнь 趙昀 Zhào Yún                                              | 1205—1264  | 1224—1264      | - Баоцин (寶慶 Bǎoqìng) 1225—1227 - Шаодин (紹定 Shàodìng) 1228—1233 - Дуаньпин (端平 Duānpíng) 1234—1236 - Цзяси (嘉熙 Jiāxī) 1237—1240 - Чунью (淳祐 Chúnyòu) 1241—1252 - Баою (寶祐 Bǎoyòu) 1253—1258 - Кайцин (開慶 Kāiqìng) 1259 - Цзиндин (景定 Jǐngdìng) 1260—1264                                       |
| Ду-цзун 度宗 Dùzōng                                                                   | Цзин Сяо-хуанди 景孝皇帝 Jǐngxiàohuángdì  | Чжао Ци 趙祺 Zhào Qí                                                | 1240—1274  | 1264—1274      | - Сяньчунь (咸淳 Xiánchún) 1265—1274 |
| Гун-цзун 恭宗 Gōngzōng                                                                | Сяо Гун-хуанди 孝恭皇帝 Xiàogōnghuángdì   | Чжао Сянь 趙顯 Zhào Xiǎn                                            | 1271—1323  | 1274—1276      | - Дэю (德祐 Déyòu) 1275—1276 |
| Дуань-цзун 端宗 Duānzōng                                                              | Минь Сяо-хуанди 愍孝皇帝 Mǐnxiàohuángdì   | Чжао Ши 趙昰 Zhào Shì                                               | 1269—1278  | 1276—1278      | - Цзинъянь (景炎 Jǐngyán) 1276—1278 |
| Хуай-цзун                                                                             |                                           | Чжао Бин 趙昺 Zhào Bǐng                                             | 1271—1279  | 1278—1279      | - Сянсин (祥興 Xiángxīng) 1278—1279 |

## Западная Ся
| Храмовое имя                                                                                 | Посмертное имя                  | Личное имя                     | Годы правления | Эра летоисчисления и годы эры |
| -------------------------------------------------------------------------------------------- | ------------------------------- | ------------------------------ | -------------- | --- |
| Исторически наиболее употребительна форма: «Си (Западная) Ся» + храмовое имя, или личное имя |                                 |                                |                | |
| Цзин-цзун 景宗 Jǐngzōng                                                                      | У Ле-ди 武烈帝 Wǔlièdì          | Ли Юаньхао 李元昊 Lǐ Yuánhào   | 1032—1048      | - Сяньдао (顯道 Xiǎndào) 1032—1034 - Кайюнь (開運 Kāiyùn) 1034 - Гуанпин (廣平 Guǎngpíng) 1035—1036 - Дацин (大慶 Dàqìng) 1036—1038 - Тяньшоулифаяньцзо (天授禮法延祚 Tiānshòulǐfǎyánzuò) 1038—1048 |
| И-цзун 毅宗 Yìzōng                                                                           | Чжао Ин-ди 昭英帝 Zhāoyīngdì    | Ли Лянцзо 李諒祚 Lǐ Liàngzuò   | 1048—1067      | - Яньсынинго (延嗣寧國 Yánsìníngguó) 1048—1049 - Тяньючуйшэн (天祐垂聖 Tiānyòuchuíshèng) 1050—1052 - Фушэнчэндао (福聖承道 Fúshèngchéngdào) 1053—1056 - Доду (奲都 Duǒdū) 1036—1038 - Гунхуа (拱化 Gǒnghuà) 1063—1067                                                                                         |
| Хуэй-цзун 惠宗 Huìzōng                                                                       | Кан Цзин-ди 康靖帝 Kāngjìngdì   | Ли Бинчан 李秉常 Lǐ Bǐngcháng  | 1067—1086      | - Цяньдао (乾道 Qiándào) 1067—1069 - Тяньцылишэнгоцин (天賜禮盛國慶 Tiāncìlǐshèngguóqìng) 1070—1074 - Даань (大安 Dà'ān) 1075—1085 - Тяньаньлидин (天安禮定 Tiān'ānlǐdìng) 1085—1086 |
| Чун-цзун 崇宗 Chóngzōng                                                                      | Шэн Вэнь-ди 聖文帝 Shèngwéndì   | Ли Цяньшунь 李乾順 Lǐ Qiánshùn | 1086—1139      | - Тяньичжипин (天儀治平 Tiānyízhìpíng) 1086—1089 - Тяньюминьань (天祐民安 Tiānyòumín'ān) 1090—1097 - Юнъань (永安 Yǒng'ān) 1098—1100 - Чжэньгуань (貞觀 Zhēnguān) 1101—1113 - Юннин (雍寧 Yōngníng) 1114—1118 - Юаньдэ (元德 Yuándé) 1119—1127 - Чжэндэ (正德 Zhèngdé) 1127—1134 - Дадэ (大德 Dàdé) 1135—1139 |
| Жэнь-цзун 仁宗 Rénzōng                                                                       | Шэн Чжэнь-ди 聖禎帝 Shèngzhēndì | Ли Жэньсяо 李仁孝 Lǐ Rénxiào   | 1139—1193      | - Дацин (大慶 Dàqìng) 1139—1143 - Жэньцин (人慶 Rénqìng) 1144—1148 - Тяньшэн (天盛 Tiānshèng) 1149—1170 - Цянью (乾祐 Qiányòu) 1170—1193 |
| Хуань-цзун 桓宗 Huánzōng                                                                     | Чжао Цзянь-ди 昭簡帝 Zhāojiǎndì | Ли Чунью 李純佑 Lǐ Chúnyòu     | 1193—1206      | - Тяньцин (天慶 Tiānqìng) 1193—1206 |
| Сян-цзун 襄宗 Xiāngzōng                                                                      | Цзин У-ди 景武帝 Jǐngwǔdì       | Ли Аньцюань 李安全 Lǐ Ānquán   | 1206—1211      | - Цинтянь (慶天 Qìngtiān) 1206—1209 - Хуанцзянь (皇建 Huángjiàn) 1210—1211 |
| Шэн-цзун 神宗 Shénzōng                                                                       | Ин Вэнь-ди 英文帝 Yīngwéndì     | Ли Цзуньсюй 李遵頊 Lǐ Zūnxū    | 1211—1223      | - Гуандин (光定 Guāngdìng) 1211—1223 |
| Сянь-цзун 獻宗 Xiànzōng                                                                      | отсутствует                     | Ли Дэван 李德旺 Lǐ Déwàng      | 1223—1226      | - Цяньдин (乾定 Qiándìng) 1223—1226 |
| Мо-чжу 末主 Mòzhǔ                                                                            | отсутствует                     | Ли Сянь 李晛 Lǐ Xiàn           | 1226—1227      | - Баои (寶義 Bǎoyì) 1226—1227 |

## Династия Цзинь (1115—1234)
| Храмовое имя (廟號 miàohào)                                                           | Посмертное имя (諡號 shìhào)                             | Личное имя (姓名 xìngmíng)                                                               | Годы правления | Эра летоисчисления (年號 niánhào) и годы эры                                                                    |
| ------------------------------------------------------------------------------------- | -------------------------------------------------------- | ---------------------------------------------------------------------------------------- | -------------- | --- |
| Исторически наиболее употребительная форма: «Цзинь» + храмовое имя или посмертное имя |                                                          |                                                                                          |                | |
| Тай-цзу 太祖 Tàizǔ                                                                    | слишком сложно, не употребляется                         | Ваньянь Агуда 完顏阿骨打 Wányán Āgǔdǎ                                                    | 1115—1123      | - Шоуго (收國 Shōuguó) 1115—1116 - Тяньфу (天輔 Tiānfǔ) 1117—1123                                               |
| Тай-цзун 太宗 Tàizōng                                                                 | слишком сложно, не употребляется                         | Ваньянь Уцимай 完顏吳乞買 Wányán Wúqǐmǎi или Ваньянь Шэн (Чэн) 完顏晟 Wányán Shèng/Chéng | 1123—1134      | - Тяньхуэй (天會 Tiānhuì) 1123—1134                                                                             |
| Си-цзун 熙宗 Xīzōng                                                                   | слишком сложно, не употребляется                         | Ваньянь Хэла 完顏合剌 Wányán Hélá или Ваньянь Дань 完顏亶 Wányán Dǎn                     | 1135—1149      | - Тяньхуэй (天會 Tiānhuì) 1135—1138 - Тяньцзюань (天眷 Tiānjuàn) 1138—1141 - Хуантун (皇統 Huángtǒng) 1141—1149 |
| отсутствует                                                                           | Хайлин-ван 海陵王 Hǎilíngwáng                            | Ваньянь Лян 完顏亮 Wányán Liàng                                                          | 1149—1161      | - Тяньдэ (天德 Tiāndé) 1149—1153 - Чжэньюань (貞元 Zhènyuán) 1153—1156 - Чжэнлун (正隆 Zhènglóng) 1156—1161     |
| Ши-цзун 世宗 Shìzōng                                                                  | слишком сложно, не употребляется                         | Ваньянь Юн 完顏雍 Wányán Yōng                                                            | 1161—1189      | - Дадин (大定 Dàdìng) 1161—1189                                                                                 |
| Чжан-цзун 章宗 Zhāngzōng                                                              | слишком сложно, не употребляется                         | Ваньянь Цзин 完顏璟 Wányán Jǐng                                                          | 1190—1208      | - Минчан (明昌 Míngchāng) 1190—1196 - Чэнъань (承安 Chéng'ān) 1196—1200 - Тайхэ (泰和 Tàihé) 1200—1208          |
| отсутствует                                                                           | Вэйшао-ван 衛紹王 Wèishàowáng или Вэй-ван (衛王 Wèiwáng) | Ваньянь Юнцзи 完顏永濟 Wányán Yǒngjì                                                     | 1209—1213      | - Даань (大安 Dà'ān) 1209—1212 - Чунцин (崇慶 Chóngqìng) 1212—1213 - Чжинин (至寧 Zhìníng) 1213                 |
| Сюань-цзун 宣宗 Xuānzōng                                                              | слишком сложно, не употребляется                         | Ваньянь Сюнь 完顏珣 Wányán Xún                                                           | 1213—1223      | - Чжэнью (貞祐 Zhēnyòu) 1213—1217 - Синдин (興定 Xīngdìng) 1217—1222 - Юаньгуан (元光 Yuánguāng) 1222—1223      |
| Ай-цзун 哀宗 Āizōng                                                                   | слишком сложно, не употребляется                         | Ваньянь Шоусю 完顏守緒 Wányán Shǒuxù                                                     | 1224—1234      | - Чжэнда (正大 Zhèngdà) 1224—1232 - Кайсин (開興 Kāixīng) 1232 - Тяньсин (天興 Tiānxīng) 1232—1234              |
| отсутствует                                                                           | Мо-ди 末帝 Mòdì                                          | Ваньянь Чэнлинь 完顏承麟 Wányán Chénglín                                                 | 1234           | отсутствует |

## Династия Юань
| Портрет | Храмовое имя                | Посмертное имя                     | Имя хана            | Личное имя                                                               | Годы правления        | Эра летоисчисления и годы эры |
| --- | --------------------------- | ---------------------------------- | ------------------- | ------------------------------------------------------------------------ | --------------------- | --- |
| Исторически наиболее употребительная форма: личное имя (напр. Тэмуджин) или имя хана для ханов до Хубилая; «Юань» + храмовое имя или посмертное имя после. Любое из трех имен употребляется по отношению к Хубилаю.                                                                              |                             |                                    |                     |                                                                          |                       | |
| Примечание: 1) в качестве личных имен монархов указаны имена, более привычные западным читателям. 2) Тимур или Тэмур по-монгольски одно и то же слово, но Тэмур употребляется во избежание путаницы с Тимуром (Тамерланом), который пытался восстановить монгольскую империю в Центральной Азии. |                             |                                    |                     |                                                                          |                       | |
| | Тай-цзу 太祖 Tàizǔ          | слишком сложно, не употребляется   | Чингисхан           | Борджигин Тэмуджин 孛兒只斤鐵木真 Bèi'érzhījīn Tiěmùzhēn                 | 1206—1227             | отсутствует |
| | Жуй-цзун 睿宗 Ruìzōng       | слишком сложно, не употребляется   | Толуй               | Борджигин Толуй 孛兒只斤拖雷 Bèi'érzhījīn Tuōléi                         | 1228                  | отсутствует |
| | Тай-цзун 太宗 Tàizōng       | слишком сложно, не употребляется   | Угэдэй              | Борджигин Угэдэй 孛兒只斤窩闊台 Bèi'érzhījīn Wōkuòtái                    | 1229—1241             | отсутствует |
| | отсутствует                 | отсутствует                        |                     | Дорегене 乃馬真 Nǎimǎzhēn                                                | регент 1241—1246      | отсутствует |
| | Дин-цзун 定宗 Dìngzōng      | слишком сложно, не употребляется   | Гуюк                | Борджигин Гуюк 孛兒只斤貴由 Bèi'érzhījīn Guìyuó                          | 1246—1248             | отсутствует |
| | отсутствует                 | отсутствует                        |                     | Огул-Гаймыш 海米失 Hǎimǐshī                                              | регент 1248—1251      | отсутствует |
| | Сянь-цзун 憲宗 Xiànzōng     | слишком сложно, не употребляется   | Мунке               | Борджигин Мунке 孛兒只斤蒙哥 Bèi'érzhījīn Ménggē                         | 1251—1259             | отсутствует |
| | Ши-цзу 世祖 Shìzǔ           | слишком сложно, не употребляется   | Хубилай             | Борджигин Хубилай 孛兒只斤忽必烈 Bèi'érzhījīn Hūbìliè                    | 1260—1294             | - Чжунтун (中統 Zhōngtǒng) 1260—1264 - Чжиюань (至元 Zhìyuán) 1264—1294 |
| | Чэн-цзун 成宗 Chéngzōng     | слишком сложно, не употребляется   | Тэмур Олджэйту      | Борджигин Тэмур 孛兒只斤鐵木耳 Bèi'érzhījīn Tiěmù'ěr                     | 1294—1307             | - Юаньчжэнь (元貞 Yuánzhēn) 1295—1297 - Дадэ (大德 Dàdé) 1297—1307 |
| | У-цзун 武宗 Wǔzōng          | слишком сложно, не употребляется   | Хайсан Кулуг        | Борджигин Хайсан 孛兒只斤海山 Bèi'érzhījīn Hǎishān                       | 1308—1311             | - Чжида (至大 Zhìdà) 1308—1311 |
| | Жэнь-цзун 仁宗 Rénzōng      | слишком сложно, не употребляется   | Аюрбарибада Буянту  | Борджигин Аюрбарибада 孛兒只斤愛育黎拔力八達 Bèi'érzhījīn Àiyùlíbálìbādá | 1311—1320             | - Хуанцин (皇慶 Huángqìng) 1312—1313 - Янью (延祐 Yányòu) 1314—1320 |
| | Ин-цзун 英宗 Yīngzōng       | слишком сложно, не употребляется   | Шидэбала Гэгэн      | Борджигин Шидэбала 孛兒只斤碩德八剌 Bèi'érzhījīn Shuòdébālá              | 1321—1323             | - Чжичжи (至治 Zhìzhì) 1321—1323 |
| | Цзинь-цзун 晉宗 Jìnzōng (1) | Тайдин-ди 泰定帝 Tàidìng Dì (2)    | Есун-Тэмур          | Борджигин Есун-Тэмур 孛兒只斤也孫鐵木兒 Bèi'érzhījīn Yěsūntiěmùér        | 1323—1328             | - Тайдин (泰定 Tàidìng) 1321—1328 - Чжихэ (致和 Zhìhé) 1328 |
| | отсутствует (1)             | Тяньшунь-ди 天順帝 Tiānshùn Dì (2) | Раджапика           | Борджигин Раджапика 孛兒只斤阿速吉八 Bèi'érzhījīn Āsùjíbā                | 1328                  | - Тяньшунь (天順 Tiānshùn) 1328 |
| | Вэнь-цзун 文宗 Wénzōng      | слишком сложно, не употребляется   | Туг-Тэмур Джаяту    | Борджигин Туг-Тэмур 孛兒只斤圖鐵木兒 Bèi'érzhījīn Tútiěmùér              | 1328—1329 и 1329—1332 | - Тяньли (天曆 Tiānlì) 1328—1330 - Чжишунь (至順 Zhìshùn) 1330—1332 |
| | Мин-цзун 明宗 Míngzōng      | слишком сложно, не употребляется   | Хошила Кутукту      | Борджигин Хошила 孛兒只斤和世剌 Bèi'érzhījīn Héshìlà                     | 1329                  | отсутствует |
| | Нин-цзун 寧宗 Níngzōng      | слишком сложно, не употребляется   | Иринджинбал         | Борджигин Иринджинбал 孛兒只斤懿璘質班 Bèi'érzhījīn Yìlínzhìbān          | 1332                  | - Чжишунь (至順 Zhìshùn) 1332 |
| | Хуэй-цзун 惠宗 Huìzōng (1)  | Шунь-ди 順帝 Shùndì                | Тогон-Тэмур Ухагату | Борджигин Тогон-Тэмур 孛兒只斤妥懽鐵木兒 Bèi'érzhījīn Tuǒhuān Tiěmùér    | 1333—1370             | - Чжишунь (至順 Zhìshùn) 1333 - Юаньтун (元統 Yuántǒng) 1333—1335 - Чжиюань (至元 Zhìyuán) 1335—1340 - Чжичжэн (至正 Zhìzhèng) 1341—1368 - Чжиюань (至元 Zhìyuán) 1368—1370 |
| (1) Исторически наиболее употребительная форма: только для этих императоров, «Юань» + посмертное имя, напр. 元泰定帝 Юань Тайдин-ди. (2) Не настоящее посмертное имя, образовано от названия эры.                                                                                                |                             |                                    |                     |                                                                          |                       | |

| Портрет | Храмовое имя (廟號 miàohào)                                 | Посмертное имя (諡號 shìhào) | Имя хана    | Личное имя                                                              | Годы правления | Эра летоисчисления (年號 niànhào) и годы эры |
| --- | ----------------------------------------------------------- | ---------------------------- | ----------- | ----------------------------------------------------------------------- | -------------- | --- |
| Исторически наиболее употребительная форма: имя хана или личное имя; только для следующего монарха, «Юань» + посмертное имя. |                                                             |                              |             |                                                                         |                | |
| | Хуэй-цзун 惠宗 Huìzōng (последний юаньский император Китая) | Шунь-ди 順帝 Shùndì          | Тогон-Тэмур | Борджигин Тогон-Тэмур 孛兒只斤妥懽鐵木兒 Bèi'érzhījīn Tuǒhuān Tiěmùér   | 1333—1370      | - Чжишунь (至順 Zhìshùn) 1333 - Юаньтун (元統 Yuántǒng) 1333—1335 - Чжиюань (至元 Zhìyuán) 1335—1340 - Чжичжэн (至正 Zhìzhèng) 1341—1368 - Чжиюань (至元 Zhìyuán) 1368—1370 |
| | Чжао-цзун 昭宗 Zhāozōng                                     | отсутствует                  | Билигту     | Борджигин Аюширидара 孛兒只斤愛育識里達臘 Bèi'érzhījīn Àiyùshílǐdálà    | 1370—1378      | - Сюаньгуан (宣光 Xuānguāng) 1371—1378 |
| | отсутствует                                                 | отсутствует                  | Усхал       | Борджигин Тогус-Тэмур 孛兒只斤脫古思鐵木兒 Bèi'érzhījīn Tuōgǔsī Tiěmùér | 1378—1388      | - Тяньгуан (天光 Tiānguāng) 1378—1387 |
| Примечание: ….Ещё 5 ханов, прежде чем род Борджигинов окончательно сошел с ханского трона….                                  |                                                             |                              |             |                                                                         |                | |

## Династия Мин
| Портрет | Личное имя                        | Годы жизни | Годы правления | Девиз правления                   | Значение девиза                   | Посмертное храмовое имя1 |
| --- | --------------------------------- | ---------- | -------------- | --------------------------------- | --------------------------------- | ------------------------ |
| | Чжу Юаньчжан 朱元璋 Zhū Yuánzhāng | 1328—1398  | 1368—1398      | Хунъу 洪武 Hóngwǔ                 | Разлив Воинственности             | Тай-цзу 太祖 Tàizǔ       |
| | Чжу Юньвэнь 朱允炆 Zhū Yǔnwén     | 1377—1402  | 1398—1402      | Цзяньвэнь 建文 Jiànwén            | Установление гражданского Порядка | Хуэй-ди 惠帝 Hùidì       |
| | Чжу Ди 朱棣 Zhū Dì                | 1360—1424  | 1402—1424      | Юнлэ 永樂 Yǒnglè                  | Вечная Радость                    | Чэн-цзу 成祖 Chéngzǔ     |
| | Чжу Гаочи 朱高熾 Zhū Gāochì       | 1378—1425  | 1424—1425      | Хунси 洪熙 Hóngxī                 | Великое Сияние                    | Жэнь-цзун 仁宗 Rénzōng   |
| | Чжу Чжаньцзи 朱瞻基 Zhū Zhānjī    | 1398—1435  | 1425—1435      | Сюаньдэ 宣德 Xūandé               | Распространение Добродетели       | Сюань-цзун 宣宗 Xūanzōng |
| | Чжу Цичжэнь² 朱祁鎮 Zhū Qízhēn    | 1427—1464  | 1435—1449      | Чжэнтун 1435—1449 正統 Zhèngtǒng  | Законное Наследие                 | Ин-цзун 英宗 Yīngzōng    |
| | Чжу Циюй 朱祁鈺 Zhū Qíyù          | 1428—1457  | 1449—1457      | Цзинтай 景泰 Jǐngtài              | Сверкающее Благоденствие          | Дай-цзун 代宗 Dàizōng    |
| | Чжу Цичжэнь 朱祁鎮 Zhū Qízhēn     | 1427—1464  | 1457—1464      | Тяньшунь 1457—1464 天順 Tiānshùn  | Небесная Благосклонность          | Ин-цзун 英宗 Yīngzōng    |
| | Чжу Цзяньшэнь 朱見深 Zhū Jiànshēn | 1447—1487  | 1464—1487      | Чэнхуа 成化 Chénghuà              | Совершенное Процветание           | Сянь-цзун 憲宗 Xiànzōng  |
| | Чжу Ютан 朱祐樘 Zhū Yòutáng       | 1470—1505  | 1487—1505      | Хунчжи 弘治 Hóngzhì               | Великодушное Правление            | Сяо-цзун 孝宗 Xiàozōng   |
| | Чжу Хоучжао 朱厚照 Zhū Hòuzhào    | 1491—1521  | 1505—1521      | Чжэндэ 正德 Zhèngdé               | Истинная Добродетель              | У-цзун 武宗 Wǔzōng       |
| | Чжу Хоуцун 朱厚熜 Zhū Hòucōng     | 1507—1567³ | 1521—1567      | Цзяцзин 嘉靖 Jiājìng              | Чудесное умиротворение            | Ши-цзун 世宗 Shìzōng     |
| | Чжу Цзайхоу 朱載垕 Zhū Zàihòu     | 1537—1572  | 1567—1572      | Лунцин 隆慶 Lóngqìng              | Возвышенное Счастье               | Му-цзун 穆宗 Mùzōng      |
| | Чжу Ицзюнь 朱翊鈞 Zhū Yìjūn       | 1563—1620  | 1572—1620      | Ваньли 1572—1620 萬曆 Wànlì       | Бесчисленные Годы                 | Шэнь-цзун 神宗 Shénzōng  |
| | Чжу Чанло 朱常洛 Zhū Chángluò     | 1585—1620  | 1620           | Тайчан 1620 泰昌 Tàichāng         | Великое Процветание               | Гуан-цзун 光宗 Guāngzōng |
| | Чжу Юцзяо 朱由校 Zhū Yóuxiào      | 1605—1627  | 1620—1627      | Тяньци 天啟 Tiānqǐ                | Небесное Руководство              | Си-цзун 熹宗 Xīzōng      |
| | Чжу Юцзянь 朱由檢 Zhū Yóujiǎn     | 1611—1644  | 1627—1644      | Чунчжэнь 1627—1644 崇禎 Chóngzhēn | Возвышенное Счастье               | Сы-цзун 思宗 Sīzōng      |
| 1 Так как зачастую посмертные и храмовые имена присваивались императорами различных династий, обычно в начале имени используют приставку в виде названия династии. Например, императора Хунъу, также называют Мин Тай-цзу. |                                   |            |                |                                   |                                   |                          |
| 2 повторно |                                   |            |                |                                   |                                   |                          |
| 3 в русской историографии, включая Непомнина, окончанием правления указывается 1566 год, хотя оснований для этого нет, поскольку император прожил до 1567 г.                                                               |                                   |            |                |                                   |                                   |                          |

| Портрет | Личное имя и титул                       | Реальный статус     | Годы правления и ставка | Девиз правления        | Значение девиза               |
| ------- | ---------------------------------------- | ------------------- | ----------------------- | ---------------------- | ----------------------------- |
|         | Чжу Юсун 朱由崧 Zhū Yóusōng (Фу-ван)     | император           | 1644—1645 Нанкин        | Хунгуан 弘光 Hóngguāng | Обширное Сияние               |
|         | Чжу Чанфан 朱常淓 Zhū Chángfāng (Лу-ван) | император           | 1645 Ханчжоу            | отсутствует            | отсутствует                   |
|         | Чжу Ихай 朱以海 Zhū Yǐhǎi (Лу-ван)       | временный правитель | 1645—1646 Шаосин        | Датун                  | Великое единство              |
|         | Чжу Юйцзянь 朱聿鍵 Zhū Yóujiàn (Тан-ван) | император           | 1645—1646 Фучжоу        | Лунъу 隆武 Lóngwǔ      | Возвышенная Воинственность    |
|         | Чжу Юйюэ 朱聿[金粵] Zhū Yùyuè Тан-ван    | император           | 1646—1647 Гуанчжоу      | Шао У 紹武 Shàowǔ      | Наследственная Воинственность |
|         | Чжу Юлан 朱由榔 Zhū Yóuláng (Гуй-ван)    | временный правитель | 1646—1659 Гуйлинь       | Юнли 永曆 Yǒnglì       | Вечное Долголетие             |

| Портрет | Личное имя и титул                    | Статус              | Годы правления | Девиз правления4 | Значение девиза   |
| --- | ------------------------------------- | ------------------- | -------------- | ---------------- | ----------------- |
| | Чжэн Чэнгун 郑成功 Zhèng Chénggōng    | Главнокомандующий   | 1661—1662      | Юнли             | Вечное Долголетие |
| | Чжэн Цзин 鄭經 Zhèng Jīng             | Главнокомандующий   | 1662—1681      | -«-              | -»-               |
| | Чжэн Кэцзан 鄭克[⿱臧土] Zhèng Kèzang | временный правитель | 1681           | -«-              | -»-               |
| | Чжэн Кэшуан 鄭克塽 Zhèng Kèshuǎng     | временный правитель | 1681—1683      | -«-              | -»-               |
| 4 Тайвань под властью «династии Чжэнов» считался частью империи Мин. Его правители признавали и использовали девиз правления Гуй-вана — последнего властителя Южной Мин. |                                       |                     |                |                  |                   |
| Все данные в таблицах приведены по источнику: Непомнин, О. Е. История Китая. Эпоха Цин. — М: Издательская фирма «Восточная литература» РАН, 2005. — С. 647—650           |                                       |                     |                |                  |                   |

## Династия Цин
| Портрет | Личное имя1                                   | Посмертное имя2 (короткая форма) | Храмовое имя2            | Эра летоисчисления                                                                          | Годы правления         | Имя, под которым наиболее известен |
| --- | --------------------------------------------- | -------------------------------- | ------------------------ | ------------------------------------------------------------------------------------------- | ---------------------- | ---------------------------------- |
| | Нурхаци 努爾哈赤 Nǔěrhāchì                    | Гао-ди 高帝 Gāodì                | Тай-цзу 太祖 Tàizǔ       | Тяньмин 天命 Tiānmìng Abkai fulingga                                                        | 1616—16263             | Нурхаци-хан                        |
| | Хуантайцзи4 皇太極 Huáng Tàijí                | Вэнь-ди 文帝 Wéndì               | Тай-цзун 太宗 Tàizōng    | Тяньцун 1627—1636 天聰 Tiāncōng Abkai sure; Чундэ 1636—1643 崇德 Chóngdé Wesihun erdemungge | 1626—1643              | Хуантайцзи                         |
| | Фулинь 福臨 Fúlín                             | Чжан-ди 章帝 Zhāngdì             | Ши-цзу 世祖 Shìzǔ        | Шуньчжи 順治 Shùnzhì Ijishūn dasan                                                          | 1643—16615             | Ши-цзу                             |
| | Сюанье 玄燁 Xuán Yè                           | Жэнь-ди 仁帝 Réndì               | Шэн-цзу 聖祖 Shèngzǔ     | Канси 康熙 Kāngxī Elhe taifin                                                               | 1661—1722              | Канси                              |
| | Иньчжэнь 胤禛 Yìn Zhēn                        | Сянь-ди 憲帝 Xiàndì              | Ши-цзун 世宗 Shìzōng     | Юнчжэн 雍正 Yōngzhèng Hūwaliyasun tob                                                       | 1722—1735              | Юнчжэн                             |
| | Хунли 弘曆 Hóng Lì                            | Чунь-ди 純帝 Chúndì              | Гао-цзун 高宗 Gāozōng    | Цяньлун 乾隆 Qiánlóng Abkai wehiyehe                                                        | 1735—1796 (ум. 1799)6  | Цяньлун                            |
| | Юнъянь 顒琰 Yóng Yǎn                          | Жуй-ди 睿帝 Rùidì                | Жэнь-цзун 仁宗 Rénzōng   | Цзяцин 嘉慶 Jiāqìng Saicungga fengšen                                                       | 1796—1820              | Цзяцин                             |
| | Миньнин 旻寧 Mín Níng                         | Чэн-ди 成帝 Chéngdì              | Сюань-цзун 宣宗 Xuānzōng | Даогуан 道光 Dàoguāng Doro eldengge                                                         | 1820—1850              | Даогуан                            |
| | Ичжу 奕詝 Yì Zhǔ                              | Сянь-ди 顯帝 Xiǎndì              | Вэнь-цзун 文宗 Wénzōng   | Сяньфэн 咸豐 Xiánfēng Gubci elgiyengge                                                      | 1850—1861              | Сяньфэн                            |
| | Цзайчунь 載淳 Zài Chún                        | И-ди 毅帝 Yìdì                   | Му-цзун 穆宗 Mùzōng      | Тунчжи 同治 Tóngzhì Yooningga dasan                                                         | 1861—18757             | Тунчжи                             |
| | Цзайтянь 載湉 Zài Tián                        | Цзин-ди 景帝 Jǐndì               | Дэ-цзун 德宗 Dézōng      | Гуансюй 光緒 Guāngxù Badarangga doro                                                        | 1875—19087             | Гуансюй                            |
| | Пуи 溥儀 Pǔ Yí также известен как Henry Pu Yi | Сюнь-ди8 逊帝 Xùndì              | нет9                     | Сюаньтун 宣統 Xuāntǒng Gehungge yoso                                                        | 1908—192410 (ум. 1967) | Пу И                               |
| 1 Родовым именем правящего дома Цин было Айсинь Гиоро (愛新覺羅 айсинь цзюэло), но у маньчжуров не было в обычае употреблять имя рода или клана с личным именем человека. |                                               |                                  |                          |                                                                                             |                        |                                    |
| 2 Так как посмертные и храмовые имена у императоров разных династий нередко повторяются, во избежание путаницы перед ними обычно ставится имя династии (в данном случае Цин). Например, император Цяньлун часто именуется Цин Гао-цзун. |                                               |                                  |                          |                                                                                             |                        |                                    |
| 3 Нурхаци основал династию Цзинь (金) или Поздняя Цзинь (後金) в 1616 году, однако его сын Хуантайцзи сменил имя династии на Цин в 1636 году. Нурхаци принял тронное имя Тяньмин, но все его цинские титулы были присвоены ему посмертно. |                                               |                                  |                          |                                                                                             |                        |                                    |
| 4 Хуантайцзи также известен как Абахай (阿巴海). |                                               |                                  |                          |                                                                                             |                        |                                    |
| 5 Фулинь был первым императором Цин, правившим всем Китаем после оккупации Пекина в 1644 году. |                                               |                                  |                          |                                                                                             |                        |                                    |
| 6 Император Хунли официально отрёкся от престола в 1796 году, приняв титул императора на покое (太上皇帝). Этот поступок был актом сыновней почтительности, гарантировавшим, что его царствование не окажется более продолжительным, чем его прославленного деда — императора Сюанье. Тем не менее, он сохранял реальную власть до самой своей смерти в 1799 году; только после этого его сын, император Юнъянь, получил ту власть, которой номинально обладал с 1796 года. |                                               |                                  |                          |                                                                                             |                        |                                    |
| 7 Вдовствующая императрица Цыси, наложница императора Ичжу, мать императора Цзайчуня и мачеха императора Цзайтяня, использовала свои значительные способности к политическим интригам, чтобы действовать в качестве реальной силы за троном или на троне с 1861 года до своей смерти в 1908 году. Она была регентшей при двух малолетних императорах и заточила императора Цзайтяня в Летнем дворце после попытки провести реформы в 1898 году. О смерти императора Цзайтяня было объявлено за день до её собственной смерти. |                                               |                                  |                          |                                                                                             |                        |                                    |
| 8 Сюнь-ди («Отрекшийся император») — посмертное имя, присвоенное историками материкового Китая и Тайваня императору Пуи. |                                               |                                  |                          |                                                                                             |                        |                                    |
| 9 В 2004 году потомки императорской фамилии Цин присвоили посмертное имя и храмовое имя покойному императору Пуи. Посмертное имя: Минь-ди (愍帝). Храмовое имя: Гун-цзун (恭宗). Пока неясно, будут ли эти имена приняты китайской общественностью. |                                               |                                  |                          |                                                                                             |                        |                                    |
| 10 Династия Цин была свергнута в 1911 году, а последний император Пуи официально отрекся 12 февраля 1912 года. Однако в тот же день республика издала «Закон о благосклонном обхождении с императором Великой Цин после его отречения» (清帝退位優待條件), который позволял Пуи сохранять свой императорский титул и устанавливал, что правительство республики должно обращаться с ним согласно протоколу, предусмотренному для иностранных монархов. Этот закон был пересмотрен 5 ноября 1924 года, после переворота генерала Фэн Юйсяна: пересмотренный закон предусматривал лишение Пуи императорского титула и с этого времени превращал его в обычного гражданина Китайской республики. Пуи был изгнан из Запретного города в тот же день. Таким образом, Пуи был царствующим императором до 12 февраля 1912 года (а также непродолжительное время с 1 июля по 12 июля 1917 года), и номинальным императором с 12 февраля 1912 года по 5 ноября 1924 года. Впоследствии Пуи был марионеточным правителем контролируемого японцами государства Маньчжоу-го под тронным именем Датун (大同; 1932—1934), а затем — марионеточным императором того же государства под тронным именем Кандэ (康德; 1934—1945). |                                               |                                  |                          |                                                                                             |                        |                                    |

### Восстание Тайпин 太平天国
| Портрет | Личное имя                            | Эра летоисчисления (年號 niánhào) | Годы правления         | Имя, под которым наиболее известен |
| ------- | ------------------------------------- | --------------------------------- | ---------------------- | ---------------------------------- |
|         | Хун Сюцюань 洪秀全 Hóng Xiùquán       | Юаньнянь 元年 Yuánnián            | август 1851 — май 1864 | Хун Сюцюань                        |
|         | Хун Тяньгуйфу 洪天貴福 Hóng Tiāngǔifú | отсутствует                       | май 1864 — август 1864 | Хун Тяньгуйфу                      |

## Китайская империя Юань Шикая
Юань Шикай был провозглашён императором под именем Хунсян в конце 1915 года, однако генерал-губернаторы областей, опасаясь потерять власть и влияние, полученное благодаря свержению маньчжурской монархии, объявили о независимости и начали войну. К тому же большая часть населения страны не поддержала Юаня, помня о неспособности монархии защитить интересы страны. В результате этого Юань отрёкся от престола.
| Портрет | Личное имя                    | Эра летоисчисления (年號 niánhào) | Годы правления                                        | Имя, под которым наиболее известен |
| ------- | ----------------------------- | --------------------------------- | ----------------------------------------------------- | ---------------------------------- |
|         | Юань Шикай 袁世凱 Yuán Shìkǎi | Хунсян 洪憲 Hóngxiàn              | 1916 (в 1912—1915 как президент Китайской Республики) | Юань Шикай                         |